# 24-Stunden-Rennen von Le Mans

Le Mans: Streckenverlauf

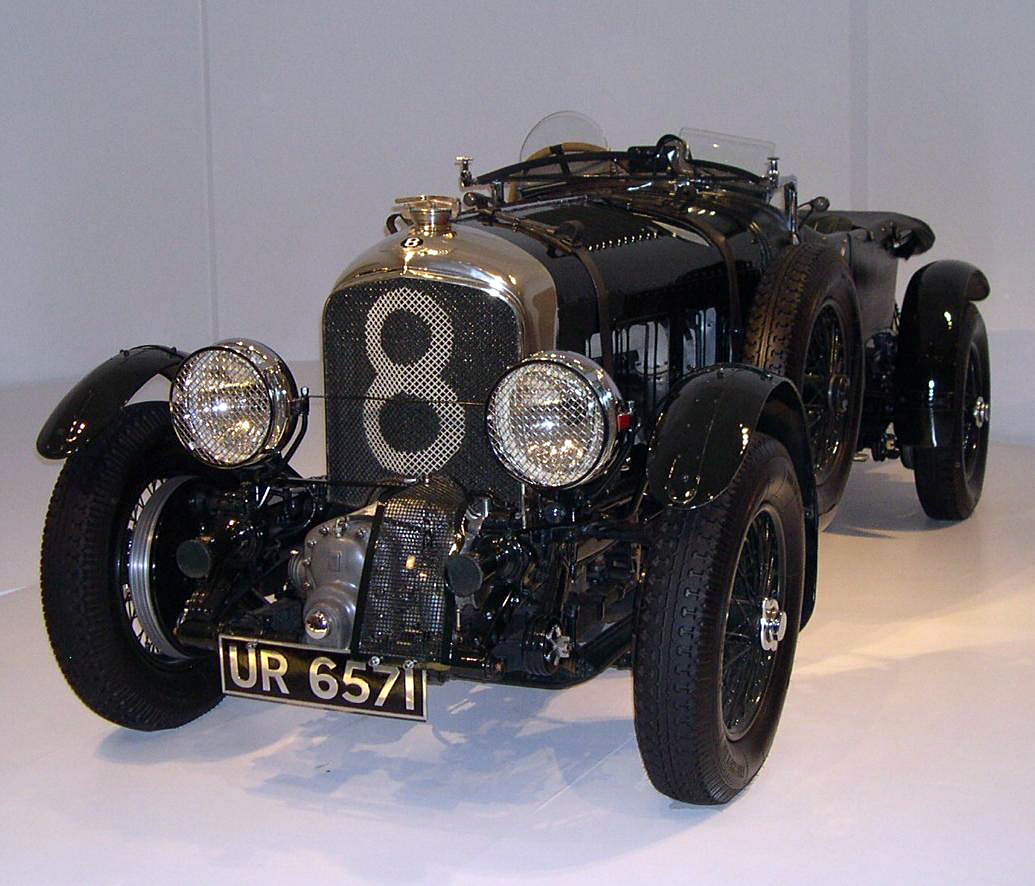
Bentley, Bj. 1929

Das 24-Stunden-Rennen von Le Mans (frz. 24 Heures du Mans) ist ein Langstreckenrennen für Sportwagen, das vom Automobile Club de l’Ouest (ACO) in der Nähe der französischen Stadt Le Mans veranstaltet wird. Das Rennen wird seit 1923 jährlich auf dem Circuit des 24 Heures südlich der Stadt ausgetragen, dessen Abschnitte außerhalb der Rennveranstaltungen als Landstraßen genutzt werden. Ursprünglich reichte die Strecke mit einer Rundenlänge von circa 17,3 km bis in die Innenstadt von Le Mans und wurde 1932 auf etwa den heutigen Verlauf mit ungefähr 13,5 km Länge gekürzt.
1955 kam es bei den 24h du Mans zur größten Katastrophe des Motorsports, als durch den tödlichen Unfall eines Teilnehmers weitere 83 Menschen ums Leben kamen.

## Überblick

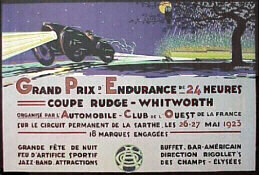
Werbung für das erste 24-Stunden-Rennen von Le Mans

Die 24 Stunden von Le Mans wurden als Langstreckenrennen geplant, bei dem die Automobilhersteller die Zuverlässigkeit und den Entwicklungsstand ihrer Fahrzeuge unter Beweis stellen konnten. In den ersten Jahren war es auch nur den Fahrern selbst erlaubt, Reparaturen mit Bordwerkzeug durchzuführen. Später wurde es jedoch gestattet, Reparaturen von Mechanikern durchführen zu lassen, allerdings müssen dazu die Wagen ihre Boxen ohne fremde Hilfe erreichen. Ziel des Rennens ist es, eine möglichst große Distanz innerhalb von 24 Stunden zurückzulegen und anschließend die Ziellinie zu überqueren.
Traditionell findet das Rennen jährlich am zweiten Juniwochenende (2007 und 2019: drittes Juniwochenende, 2013: viertes Juniwochenende) am Stadtrand von Le Mans statt und die Startzeit ist 16:00 Uhr. Um Terminkollisionen mit anderen Ereignissen zu verhindern, wurden einige Rennen früher (1998: 14:00 Uhr; 2020 14:30 Uhr; 2007, 2009, 2011, 2013, 2015 und 2019: 15:00 Uhr) oder später (2006: 17:00 Uhr) gestartet.
Die Strecke Circuit des 24 Heures hat eine Länge von 13.880 m und besteht zu einem Teil aus öffentlichen Landstraßen. Seit 1965 kam der permanente Rundkurs Circuit Bugatti hinzu, der Teile der Strecke mitbenutzt. Dazu gehören auch die Boxen und der Start- und Zielraum.
Das Rennen ist auch bekannt für seine lange Gerade, die „Ligne Droite des Hunaudières“ oder „Mulsanne Straight“, wie sie in England genannt wird. Dabei handelt es sich um eine nahezu fünf Kilometer lange Gerade, auf der vor 1990 Geschwindigkeiten von über 400 km/h erreicht wurden. Seither begrenzen zwei aus Sicherheitsgründen eingebaute Schikanen die Spitzengeschwindigkeit auf etwa 340 km/h. Der Auslöser für diese Maßnahme war unter anderem der tödliche Unfall des Österreichers Jo Gartner am 1. Juni 1986. Sein Porsche 962 kam mutmaßlich wegen einer gebrochenen Hinterradaufhängung mit über 300 km/h von der Strecke ab.

## Geschichte
Das erste Rennen wurde vom 26. auf den 27. Mai 1923 ausgetragen. Bis in die 1980er Jahre wurden die Rennen von Zwei-Mann-Teams gefahren, heute wechseln sich drei Fahrer ab.

### Le-Mans-Start
Legendär war der 1925 eingeführte Le-Mans-Start, bei dem die Fahrer über die Fahrbahn zu ihren vor der Boxengasse aufgestellten Fahrzeugen sprinten mussten. Dieser kam nach Einführung der Sicherheitsgurte 1969 in die Diskussion. Der spätere Sieger Jacky Ickx protestierte durch demonstrativ langsames Gehen gegen diesen Startmodus. Nach einem stehenden Start mit bereits angeschnallten Fahrern im Jahr 1970 wird das Rennen seit 1971 aus Sicherheitsgründen wie unter anderem in Indianapolis nach einer Einführungsrunde mit einem fliegenden Start begonnen.

### Der Unfall im Jahr 1955

Grafik des Unfalls von 1955

1955 kam es bei diesem Rennen zur größten Katastrophe des Motorsports, als Teile des Mercedes-Benz 300 SLR des Franzosen Pierre Levegh nach einer Kollision auf der Zielgeraden in die dortige Zuschauertribüne geschleudert wurden. Bei diesem Unfall starben einschließlich Levegh selbst insgesamt 84 Menschen. Auslöser war der Jaguar-Pilot Mike Hawthorn, der den langsameren Austin-Healey Lance Macklins links überholte, um dann plötzlich nach rechts zu ziehen und stark zu bremsen, um doch noch einen Boxenstopp zu absolvieren. Der „geschnittene“ Macklin musste nach links ausweichen, wo jedoch Levegh mit hoher Geschwindigkeit nahte und deshalb nicht mehr reagieren konnte. Die verbliebenen Mercedes wurden nachts von Rennleiter Alfred Neubauer nach Rücksprache mit der Firmenleitung als Zeichen des Respekts zurückgezogen. Mike Hawthorn auf Jaguar gewann dieses Rennen.
Dieser Unfall wird häufig irrtümlich als Auslöser für den kompletten Rückzug von Mercedes-Benz aus dem Motorsport bezeichnet. Die Entscheidung, sich nach Ende der Rennsaison 1955 auf die Serienentwicklung zu konzentrieren, hatte der Vorstand bereits im Frühjahr, also lange vor dem Le-Mans-Unfall, getroffen. Wie geplant, wurde danach an allen verbliebenen und nicht aufgrund des Unfalls abgesagten, darunter der Große Preis von Deutschland, oder gar verbotenen Rennen des Jahres 1955, wie der Große Preis der Schweiz, teilgenommen. Als Mercedes-Benz Ende des Jahres erneut mit Juan Manuel Fangio die Formel-1-Weltmeisterschaft, mit Stirling Moss und Peter Collins mit der Targa Florio die Sportwagen-WM und auch noch die Tourenwagen-EM gewonnen hatte, wurde der Rückzug zudem mit den nicht mehr zu übertreffenden Erfolgen begründet.

## Alternative Antriebe
In den Jahren von 1963 bis 1965 trat Rover mit einem Rennwagen an, der von einer Gasturbine angetrieben wurde. Obwohl das Fahrzeug im letzten Jahr als Zehnter gewertet wurde, beendete Rover den Versuch. Grund dafür waren die hohen Temperaturen des Aggregats und letztendlich der hohe Treibstoffverbrauch.
Ab 1983 versuchte sich Mazda mit einem Wankelmotor. Im letzten Jahr seines Auftritts (1991) gewann der Mazda 787B das Rennen.
Das Team Nasamax meldete zweimal ein methanolbetriebenes Fahrzeug. Dieser mit Wasser löschbare Treibstoff wird aus Sicherheitsgründen seit Jahrzehnten beim Indy 500 und den verwandten US-Champcar beziehungsweise IndyCar Series verwendet. 2003 trat Nasamax mit einem Champcar-Motor (2,65-l-V8-Turbo) an und im folgenden Jahr mit einem 5-Liter-Zehnzylinder von Judd.
2004 startete das Team Taurus mit einem Dieselmotor. Allerdings war der Einsatz nicht erfolgreich. Gemeldet in der schnellsten Prototypenklasse, qualifizierte Taurus sich für den 41. von 48 Plätzen. Das eingesetzte Fahrzeug war 24 Sekunden pro Runde langsamer als das sonst baugleiche Schwesterfahrzeug mit Ottomotor und 42 Sekunden langsamer als der Trainingsschnellste. Der Wagen schied nach 35 Runden mit Getriebeschaden aus.
Im Jahr 2006 gewann erstmals in der Geschichte von Le Mans mit dem Audi R10 TDI ein Diesel-Fahrzeug das Rennen. Danach siegten bis 2014 ununterbrochen Fahrzeuge mit Dieselmotor bei den 24 Stunden von Le Mans.
Im Zuge der grundlegenden technischen Regeländerungen im Jahr 2011 gab der Veranstalter ACO den Herstellern größtmöglichen Spielraum bei der Verwendung von kinetische-Energie-Rekuperations-Systemen. Schon im darauffolgenden Jahr gewann mit dem Audi R18 e-tron quattro erstmals ein Fahrzeug mit Hybridantrieb.
Die FIA machte 2014 für die Königsklasse nur zwei Vorgaben: Die LMP1H-Fahrzeuge der Werksteams dürfen einen festgelegten Benzin- bzw. Dieselverbrauch pro Runde nicht überschreiten und müssen einen Hybrid-Antriebsstrang haben. Der Rest bleibt den Ingenieuren überlassen.

## Fahrzeugklassen
Das Starterfeld bei den 24 Stunden von Le Mans ist aktuell (Stand 2024) in drei Klassen aufgeteilt. Zwei Klassen für Sportprototypen und eine für Gran Turismo. Die Topklasse Hypercar wurde zusammen vom ACO mit der FIA entwickelt, um die LMP1-Klasse zu ersetzen. Durch die Zusammenarbeit mit der IMSA ist es möglich in Le Mans Fahrzeuge beider technischer Reglements einzusetzen, als auch umgekehrt Fahrzeuge in der nordamerikanischen Sportwagenmeisterschaft. 
Hypercar (HY) seit 2021
Technisches Reglement: Le Mans Hypercar (LMH) und Le Mans Daytona hybrid (LMDh)
Mindestgewicht: 1030 kgm, Hubraum: nicht limitiert, Hybrid optional
Le Mans Prototype 2 (LMP2) seit 2017, leichte Anpassung seit 2020/2021
Mindestgewicht: 950 kg, V8-Einheitsmotor von Gibson mit 4.200 cm³ Hubraum, Einheitselektronik von Cosworth, Fahrerpaarung muss mit mindestens einem Amateurfahrer (Kategorie Silber oder Bronze) besetzt sein
Le Mans GT3 (LMGT3) seit 2024
Seriennahe GT-Rennwagen auf Basis der FIA Gruppe GT3, rein professionelle Fahrerbesetungen sind nicht erlaubt, pro Fahrzeug muss ein Fahrer der Kategorie Bronze und ein Fahrer der Kategorie Silber gemeldet sein, der dritte Fahrer darf der Profikategorie Gold oder Platin angehören

## Le-Mans-Rennserien
Das 24-Stunden-Rennen von Le Mans ist seit 2012 Teil der FIA-Langstrecken-Weltmeisterschaft. Schon seit 1953 war das 24-Stunden-Rennen Teil der FIA Sportwagen-Weltmeisterschaft und entwickelte sich zum Höhepunkt der Saison. Mit der Einstellung der Weltmeisterschaft 1992 fehlte dem Rennen eine Begleitserie. Das hatte zur Folge, dass die nach dem Le-Mans-Reglement aufgebauten Fahrzeuge auch nur einmal im Jahr ein Rennen austragen konnten. Dies änderte sich erst 1999, als durch Don Panoz die American Le Mans Series gegründet wurde, die das technische Reglement des 24-Stunden-Rennens übernahm. Nachdem sich die American Le Mans Series erfolgreich hatte etablieren können, versuchte Don Panoz 2001 ein europäisches Pendant auf die Beine zu stellen. Die neu geschaffene European Le Mans Series scheiterte trotz Unterstützung der amerikanischen Schwesterserie. Im Jahr 2004 startete der französische Automobilclub ACO einen neuen Versuch und gründete die Le Mans Series (damals unter dem Namen Le Mans Endurance Series). Dort lebten die legendären 1000-Kilometer-Rennen der 1970er-Jahre wieder auf. Den jeweiligen Klassensiegern in beiden Rennserien gewährt der ACO eine Einladung zum 24-Stunden-Rennen des darauffolgenden Jahres. 2006 versuchte der französische Automobilclub seinen Einfluss auch nach Japan zu erweitern. Er beauftragte dazu den Organisator Sports Car Endurance Race Operation, der mehrere 1000-km-Rennen unter dem Namen Japan Le Mans Challenge austrug. Die Serie wurde weder von Zuschauern noch Teilnehmern angenommen und nach zwei Jahren aufgegeben. Der ACO übernahm nun selbst die Verantwortung und gründete 2009 die Asian Le Mans Series. Zunächst war der erste Meisterschaftslauf am Jahresende 2008 geplant, jedoch verschob der ACO das Debüt der Serie in Okayama auf den 30. Oktober 2009.
Neben den kontinentalen Le-Mans-Rennserien gab es 2010 und 2011 den Intercontinental Le Mans Cup, dessen Rennkalender aus ausgewählten Veranstaltungen der kontinentalen Le-Mans-Rennserien bestand. 2011 zählte zudem das 24-Stunden-Rennen von Le Mans zur Wertung für den ILMC.

## Rekorde
Der Brite Jackie Oliver fuhr bei den Vortests 1971 auf einem Porsche 917 Langheck mit 3:13,6 Minuten die beste Rundenzeit und erzielte dabei eine Durchschnittsgeschwindigkeit von 250,457 km/h. Im selben Jahr fuhr Oliver mit 3:18,4 Minuten auch die schnellste Rennrunde. Er erreichte dabei einen Rundenschnitt von 244,387 km/h auf der damals 13,469 km langen Strecke. 2008 wurde auf der mittlerweile durch den Einbau von Schikanen 160 m längeren Strecke von einem Peugeot 908 HDi FAP ein Schnitt von 246,068 km/h erzielt. Neel Jani erreichte 2015 auf einem Porsche 919 Hybrid im Qualifying eine Durchschnittsgeschwindigkeit von 249,2 km/h in einer Zeit von 3:16.887 Minuten. Im 2. Lauf der Qualifikation von 2017 wurde diese Runde erneut von Kamui Kobayashi im Toyota TS050 in 3:14.791 um über 2 Sekunden verbessert.
Die schnellste Qualifikationsrunde konnte 1985 von Hans-Joachim Stuck auf einem Porsche 962 erreicht werden. Die damals 13,626 km lange Strecke wurde in 3:14,8 Minuten umrundet, was einem Schnitt von 251,815 km/h entspricht. Während des Rennens von 1988 erzielte der WM P88 von Welter Racing mit Roger Dorchy am Steuer mit 405 km/h die höchste jemals auf dieser Strecke gemessene Geschwindigkeit. Auf der langen Geraden, der Ligne Droite des Hunaudières, auch Mulsanne Straight genannt, gab es bis Ende der 1980er Jahre jedoch noch keine Schikanen. Diese wurden erst 1990 errichtet.
Die Durchschnittsgeschwindigkeit von 200 km/h wurde erstmals 1966 überboten, als Bruce McLaren im Ford GT40 das Rennen gewann.
Die längste jemals zurückgelegte Distanz beträgt 5410,713 km, diesen Rekord stellten 2010 Timo Bernhard, Romain Dumas und Mike Rockenfeller in einem Audi R15 TDI Plus auf. Das entspricht einschließlich Boxenstopps einem Schnitt von 225,45 km pro Stunde.
Der erfolgreichste Hersteller ist Porsche mit 19 Siegen, gefolgt von Audi mit 13 Siegen.
Der erfolgreichste Fahrer in Le Mans ist Tom Kristensen mit neun Siegen (bei 17 Starts). In den Jahren 1997, 2000 bis 2005 sowie 2008 und 2013 erzielte er jeweils den ersten Platz. Weiters erfolgreich waren Jacky Ickx mit sechs sowie Derek Bell, Frank Biela und Emanuele Pirro mit jeweils fünf Siegen.
Laut ACO war das 83. 24-Stunden-Rennen 2015 jenes mit den meisten Zuschauern. 263.500 Menschen waren am Rennwochenende in Le Mans an der Strecke.

## Mediale Verarbeitung
1970 drehte Steve McQueen einen Spielfilm rund um das 24-Stunden-Rennen mit dem Titel Le Mans, der im Oktober 1971 in die Kinos kam.
2002 drehte ein Filmteam um Regisseur Luc Besson Aufnahmen zur Real-Verfilmung von Michel Vaillant. Dazu wurden zwei zusätzliche Boxen gebaut und zwei Wagen des französischen DAMS-Teams eingesetzt: einen in Michel-Vaillant-Farben gehaltenen Lola und einen schwarz-roten Panoz für das Leader-Team. Um den Auflagen des ACO nachzukommen, wurden professionelle Rennfahrer eingesetzt.
2019 wurde das Rennen in Le Mans 66 – Gegen jede Chance erneut Thema eines prominenten US-amerikanischen Spielfilms.
Es gibt mehrere Computer- und Arcade-Spiele von diesem Rennen. Das erste war WEC Le Mans 24 von Konami (1986 mit halbrundem, drehbarem Fahrzeugnachbau), andere waren von Sega. Eine aktuelle Rennspielverarbeitung der Strecke findet sich in Race Driver: GRID von Codemasters oder als Mod im Spiel rFactor von Image Space Incorporated wieder. Das 2009 veröffentlichte Forza Motorsport 3 von Turn 10 Studios enthält neben dem aktuellen Kurs ebenso die alte Variante ohne Schikanen sowie den Circuit Bugatti. Im 2010 erschienenen PlayStation-3-Spiel Gran Turismo 5 findet sich die Strecke mit und ohne Schikanen. Seit Mai 2014 ist der Le Mans Circuit in Real Racing 3 enthalten. Eine neuere Implementierung der Strecke ist im Mai 2015 erschienenen Project CARS enthalten. iRacing veröffentlichte Le Mans im September 2015 (erst nur im Tageslicht, bis im Dezember 2018 dynamische Tag/Nacht-Wechsel zur Simulation hinzugefügt wurden). Im Februar 2024 brachte Studio 397 Le Mans Ultimate über Steam auf den Markt. Le Mans Ultimate kommt mit der offiziellen Unterstützung der FIA WEC und bietet neben dem Le Mans Kurs die Strecken und Fahrzeuge der Saison 2023 und 2024.

## Statistik

### Die Le-Mans-Gesamtsieger seit 1923

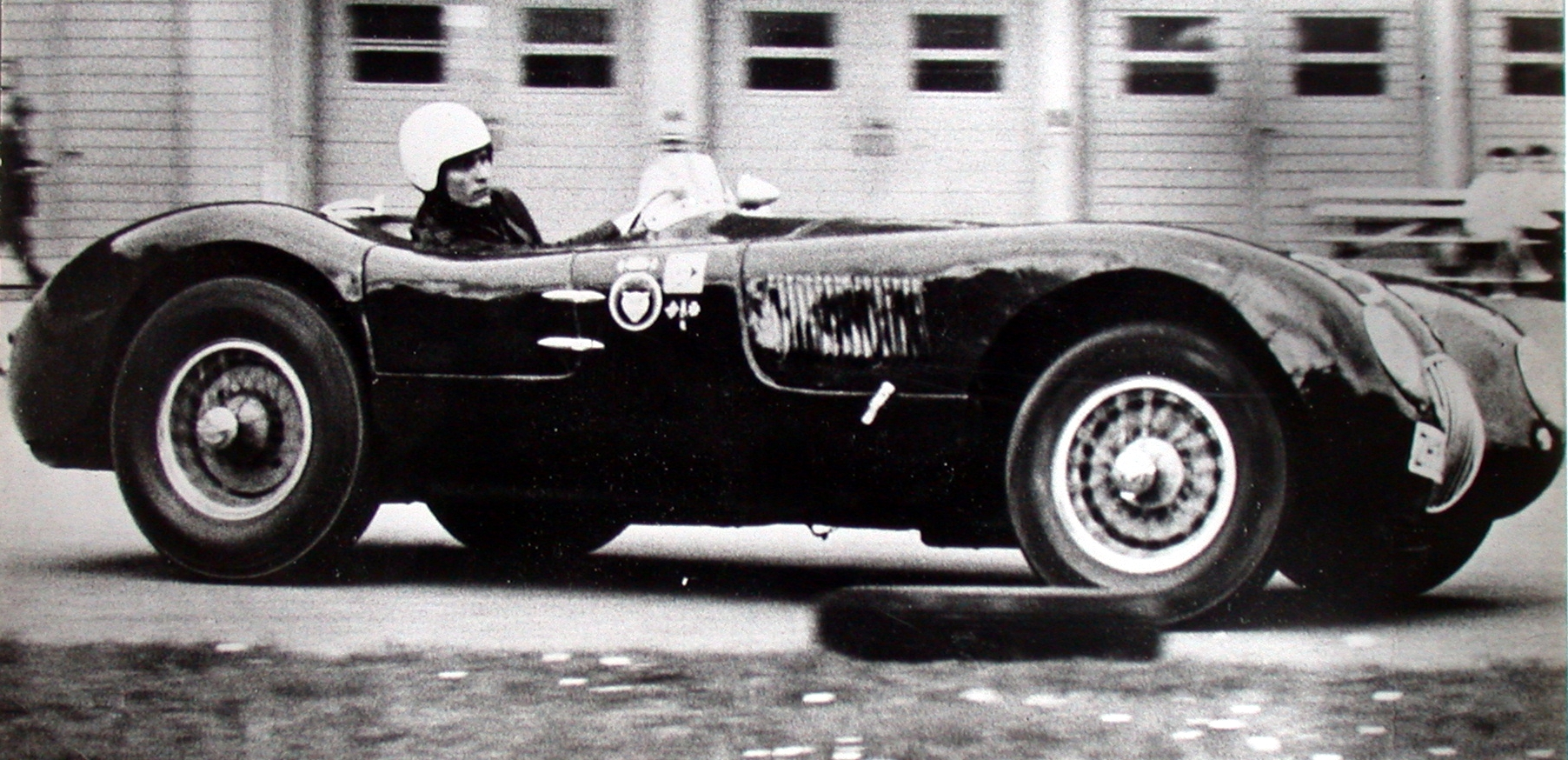
Jaguar C-Type Chassis XKC 045
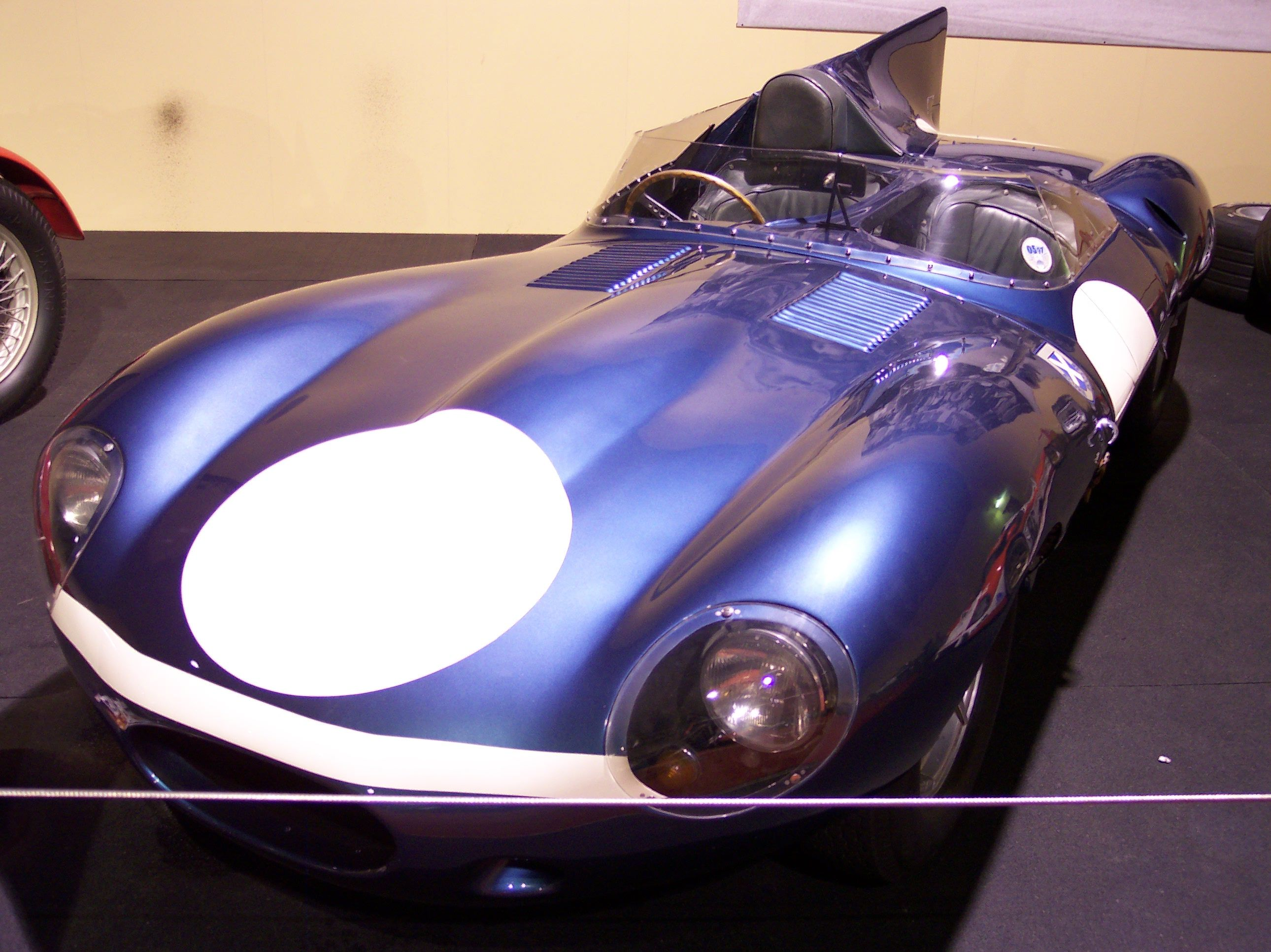
1956: Jaguar D-Type
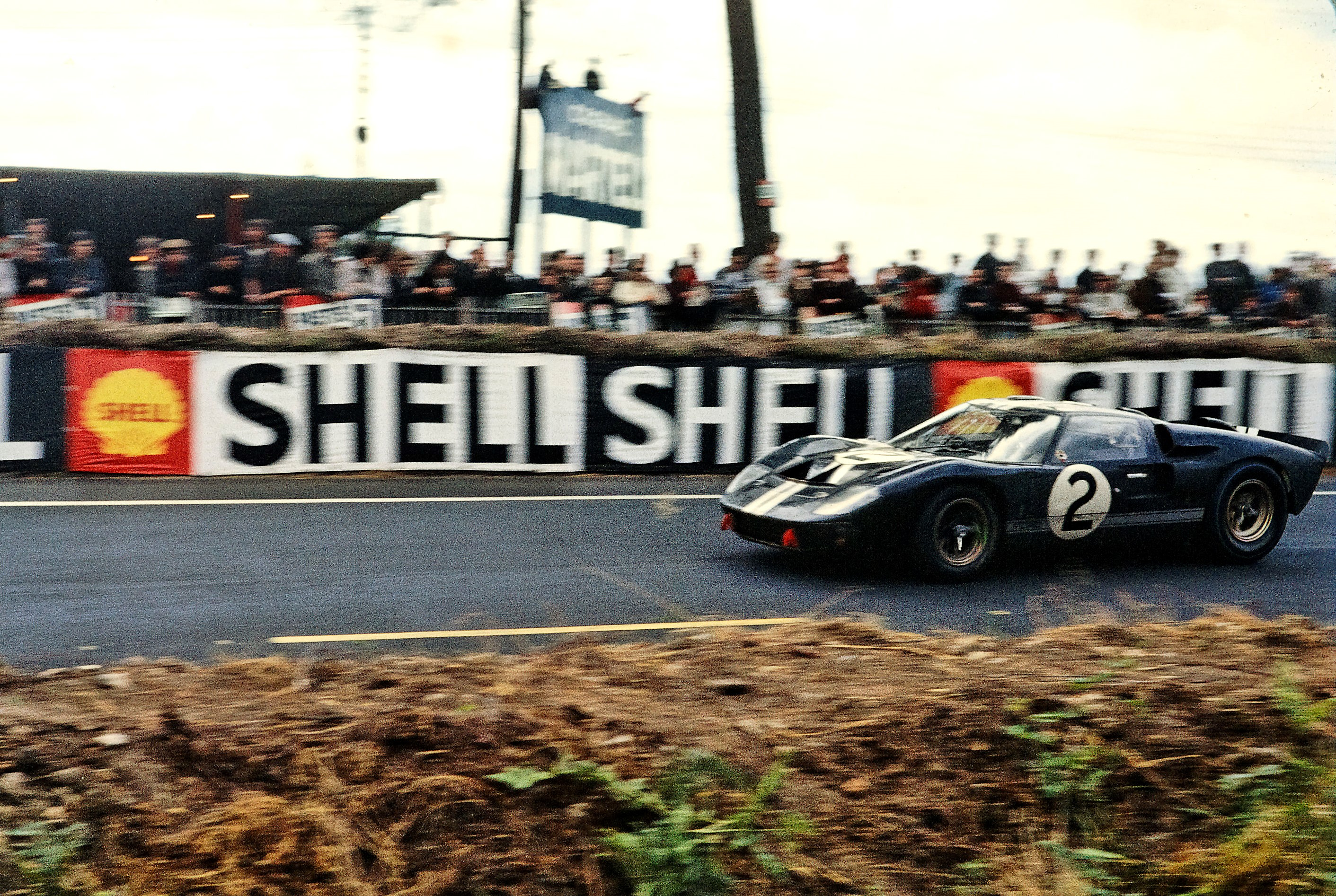
1966: Ford GT40 Mark II
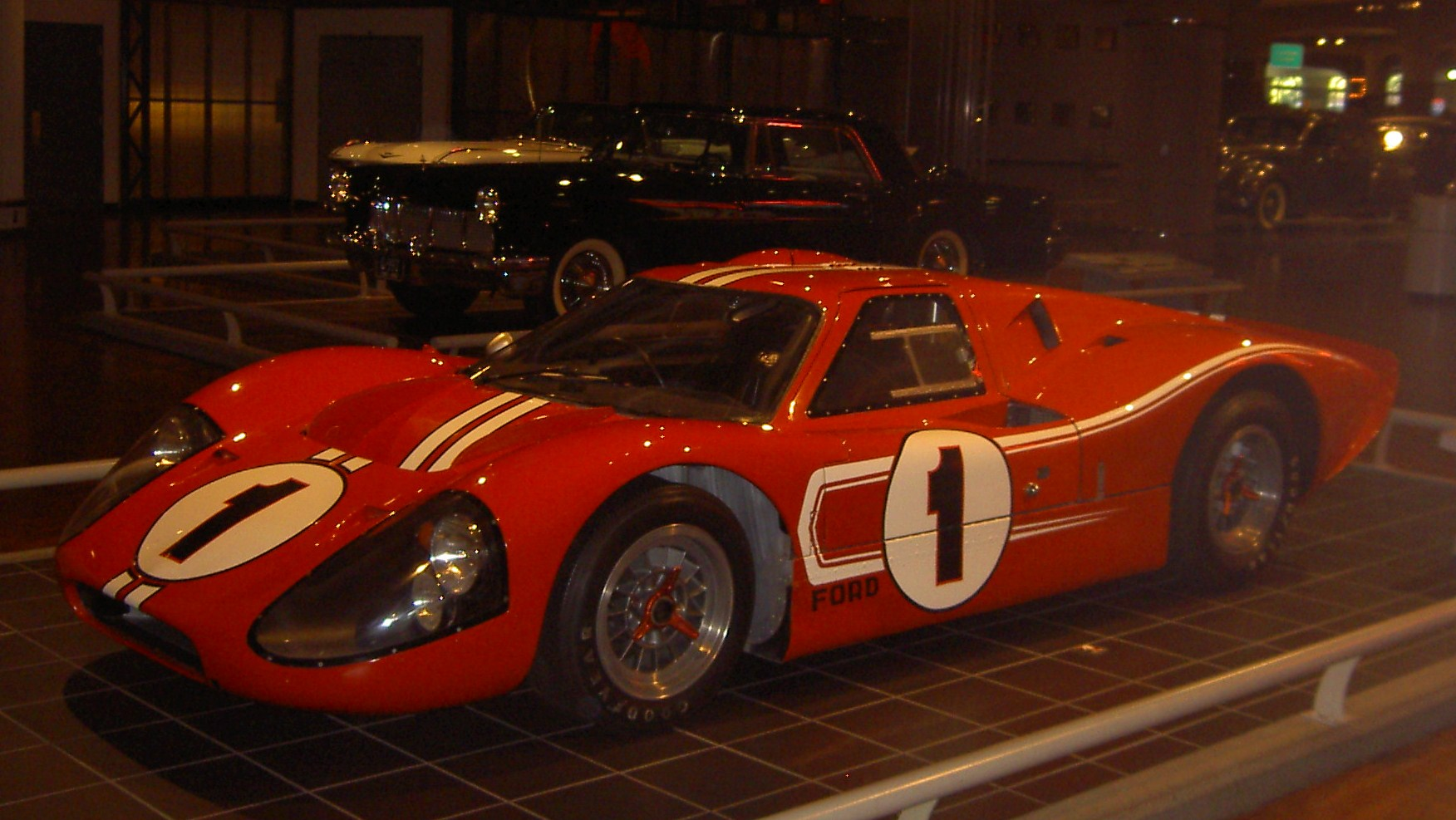
1967: Ford GT40 Mark IV
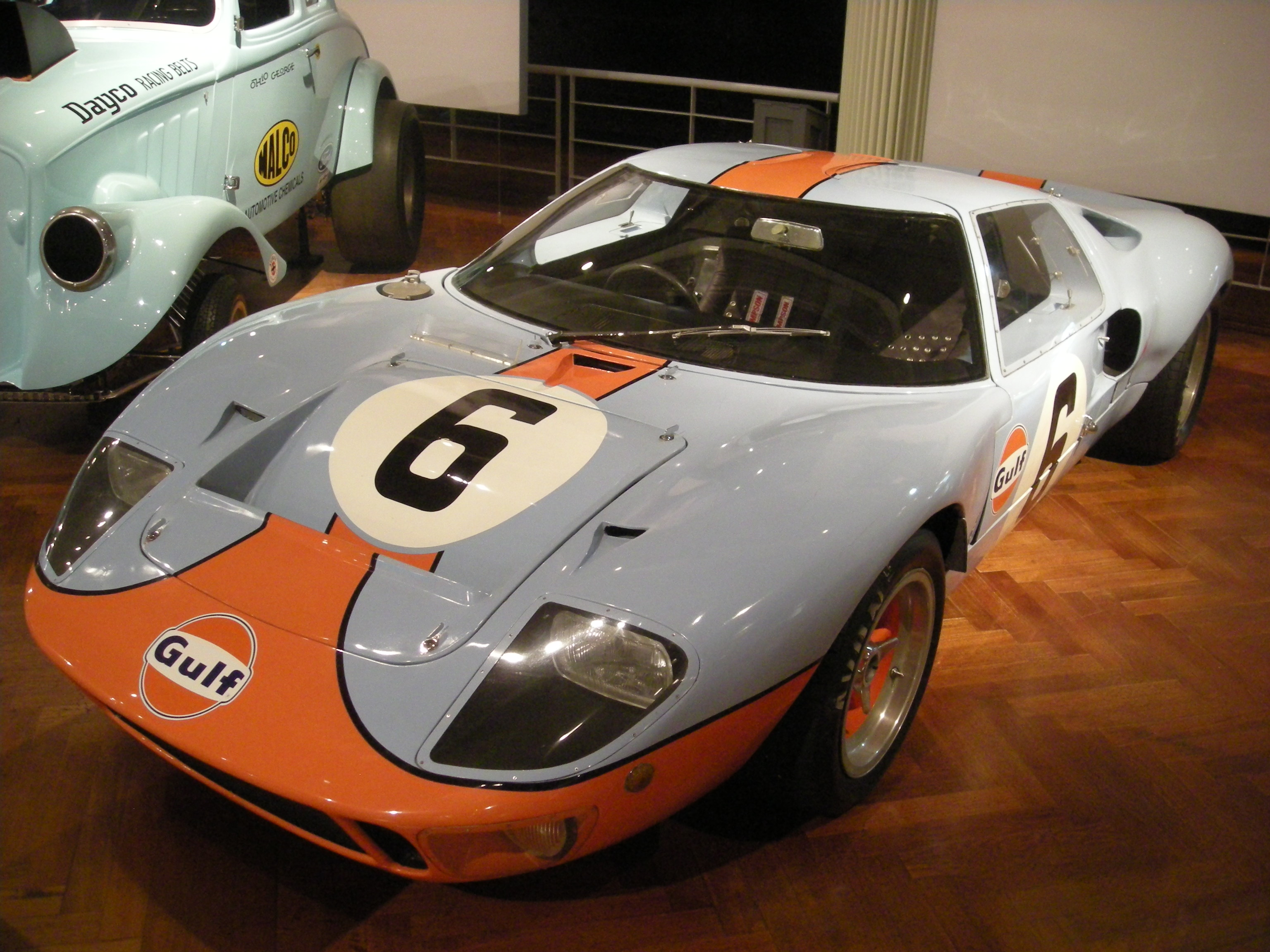
1969: Ford GT40 Mark I
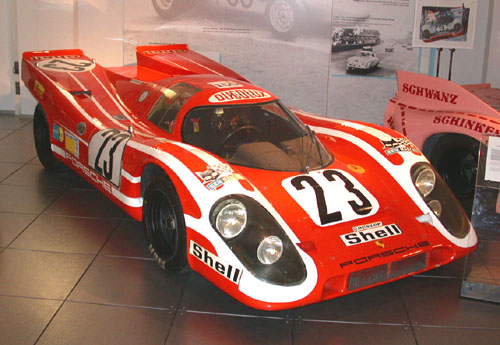
1970: Porsche 917 Coupé
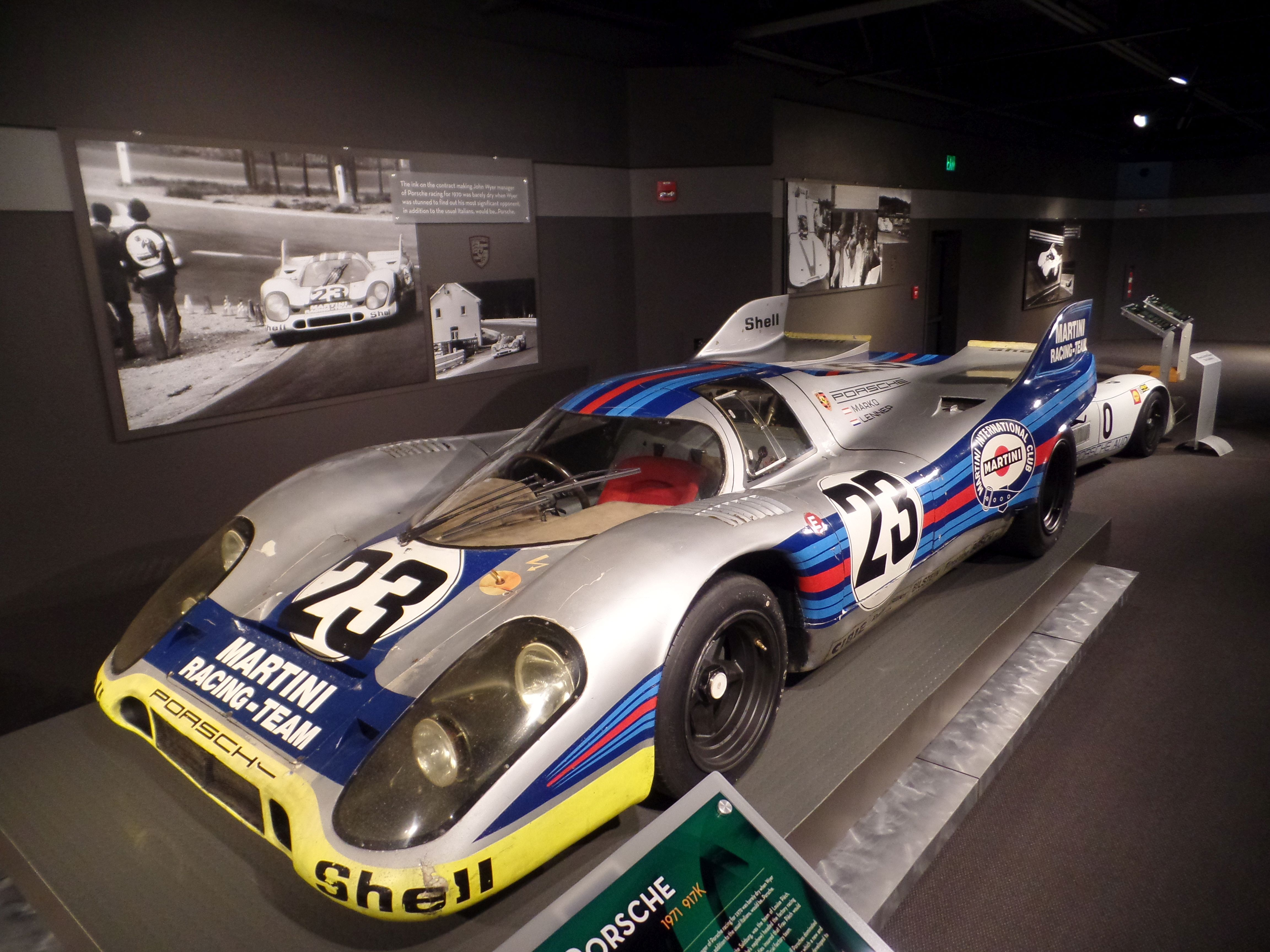
1971: Porsche 917K (Gesamtsieger)
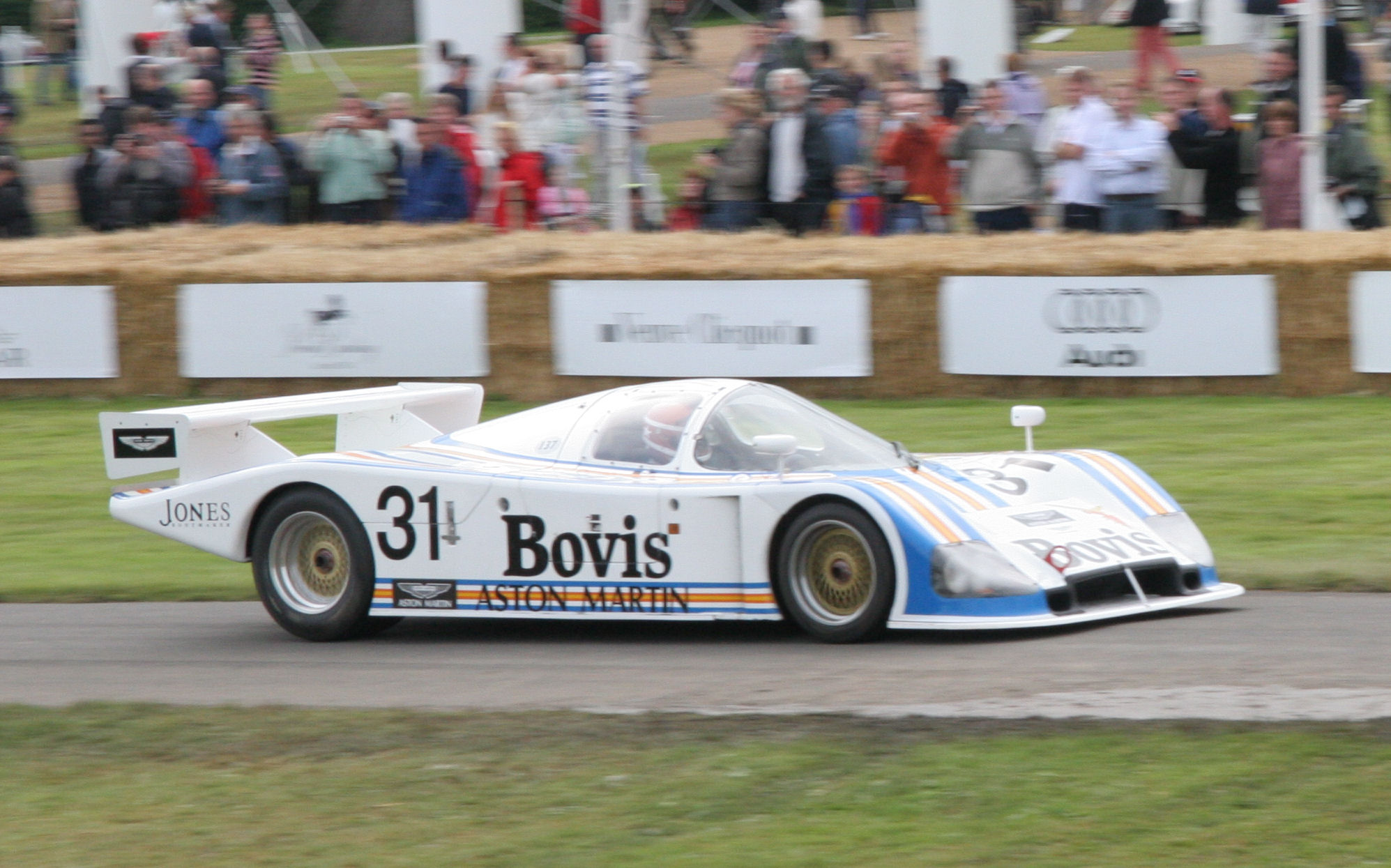
1984: Nimrod NRA/C2 Aston Martin (2007 in Goodwood)
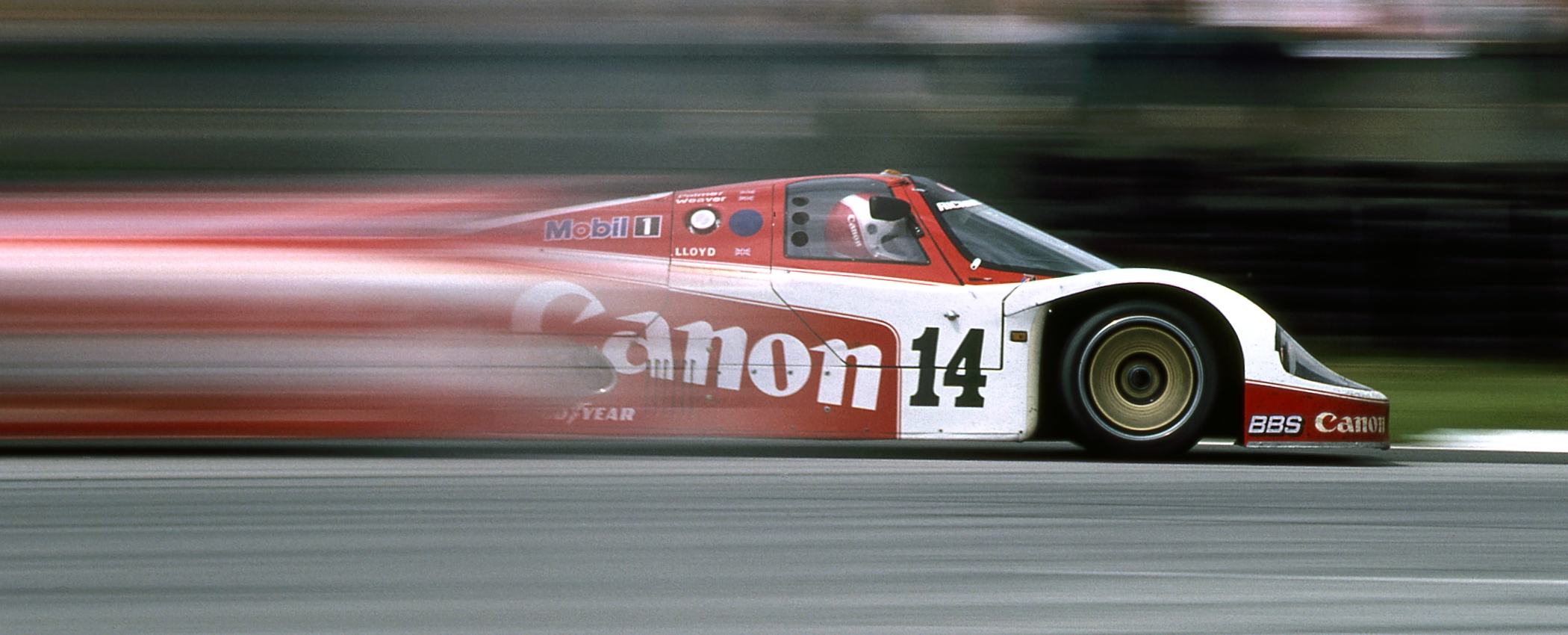
1985: Porsche 956C
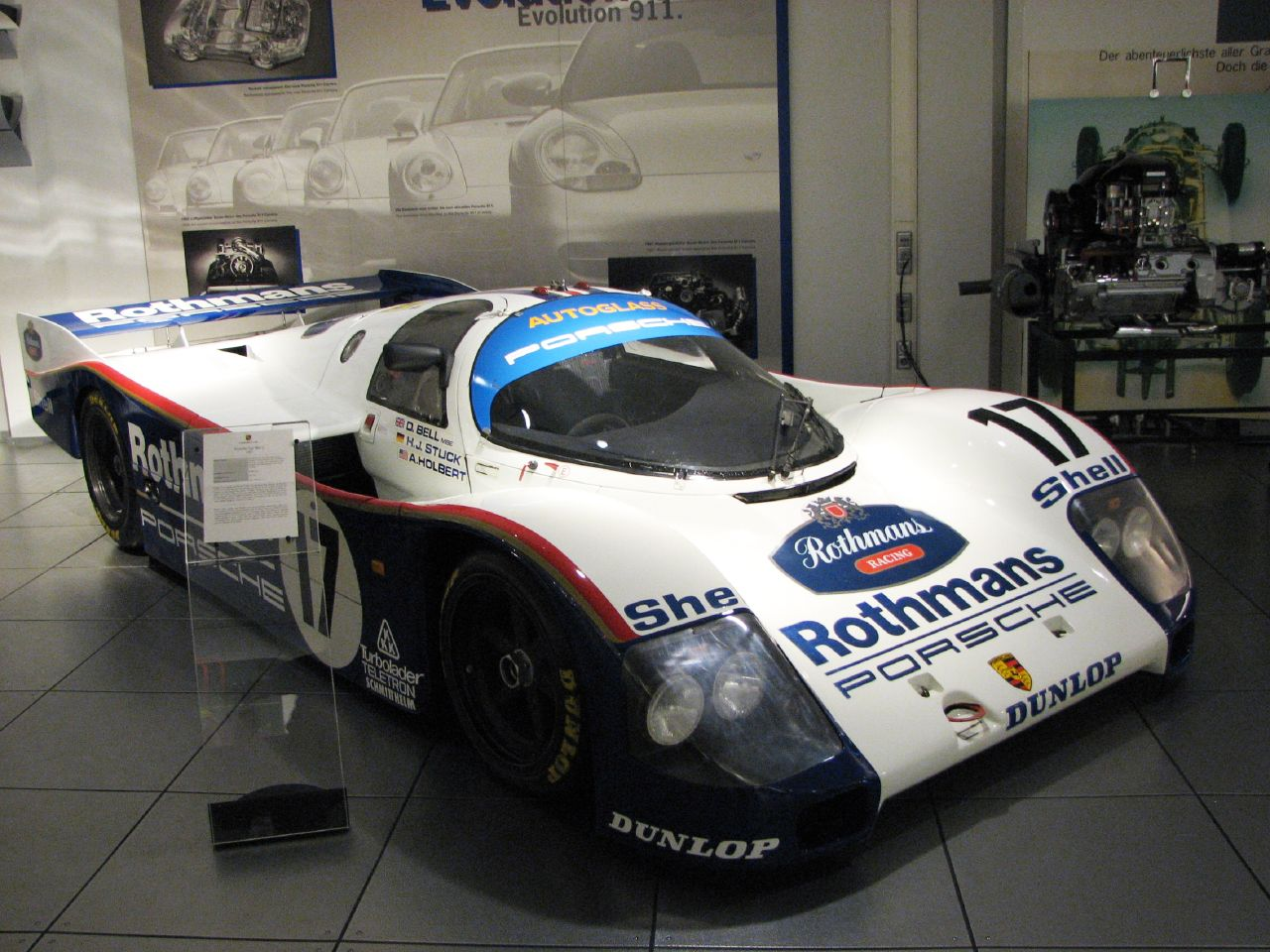
1987: Porsche 962C (Gesamtsieger)
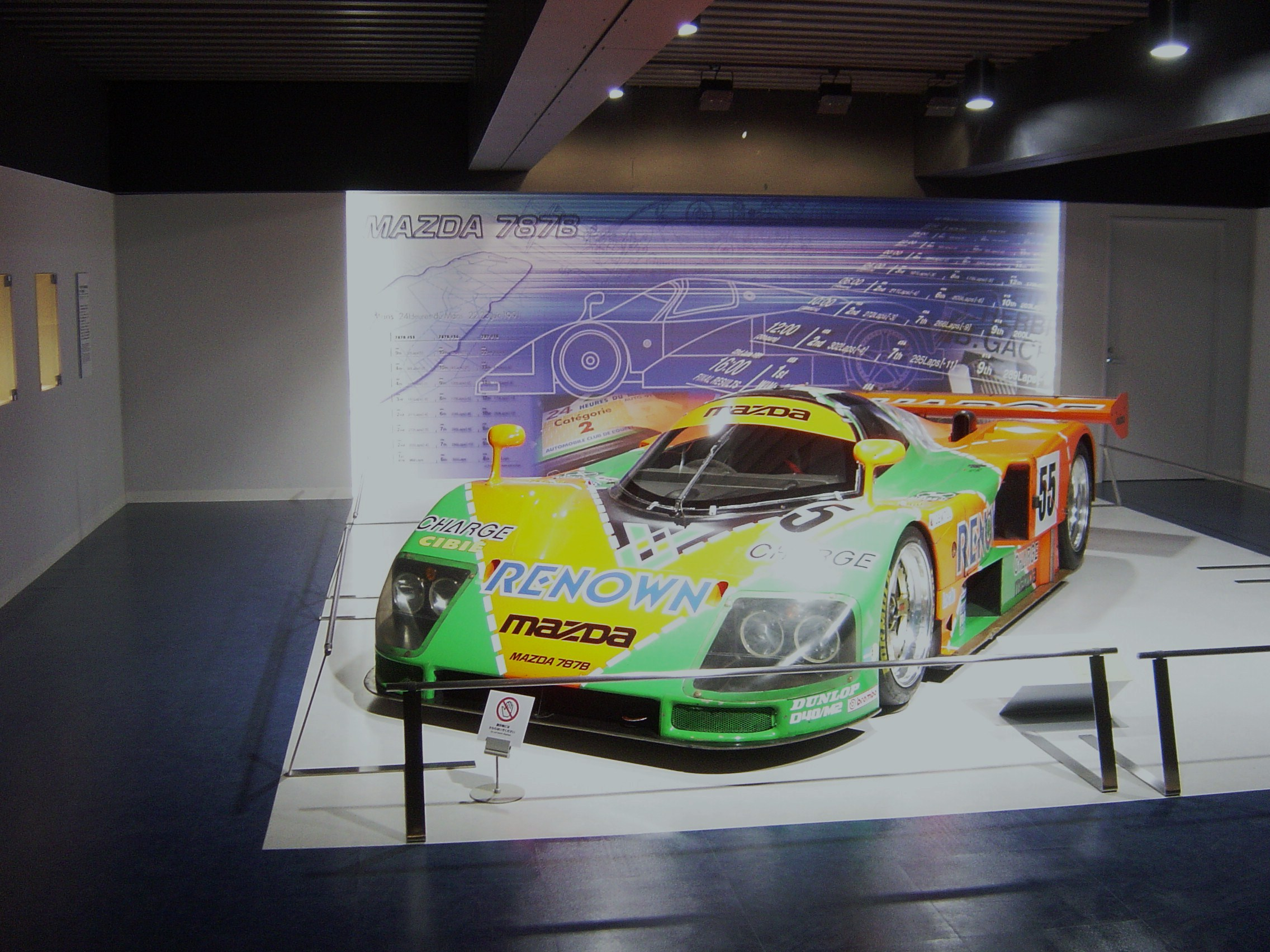
1991: Mazda 787B
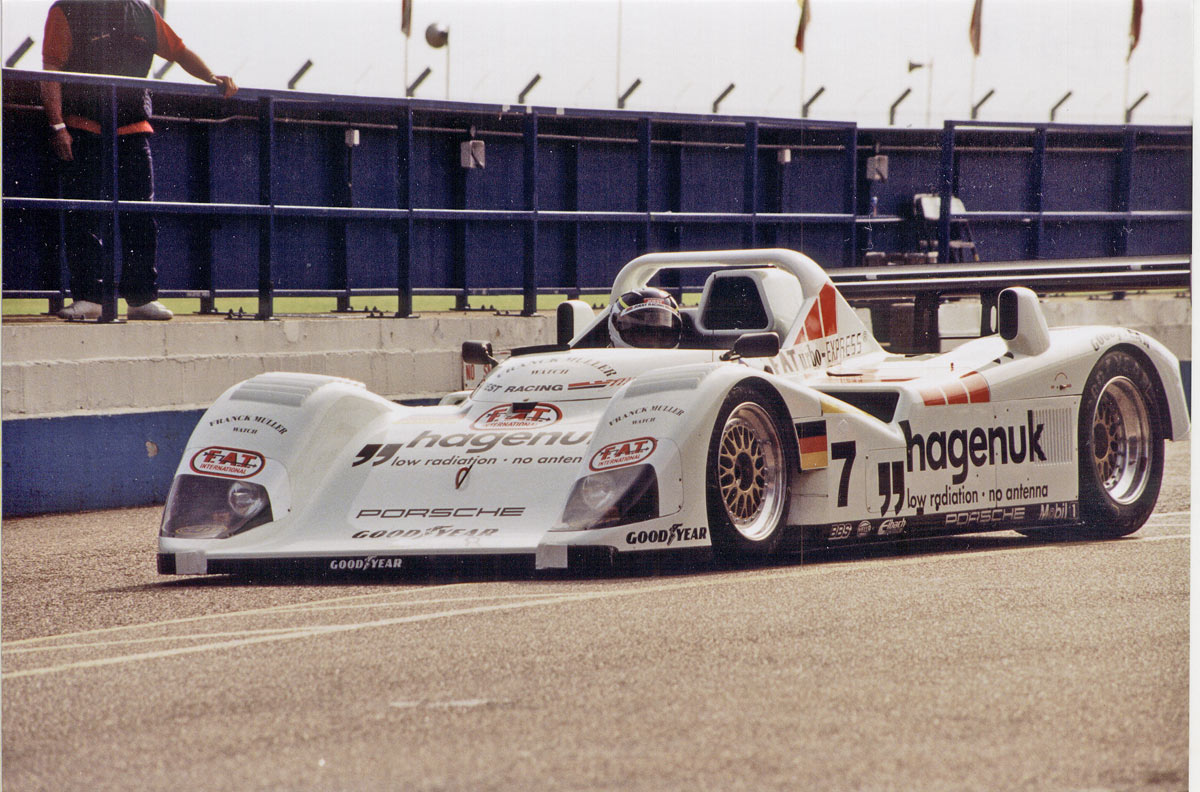
1997: TWR Porsche WSC95 (Gesamtsieger) in Donington
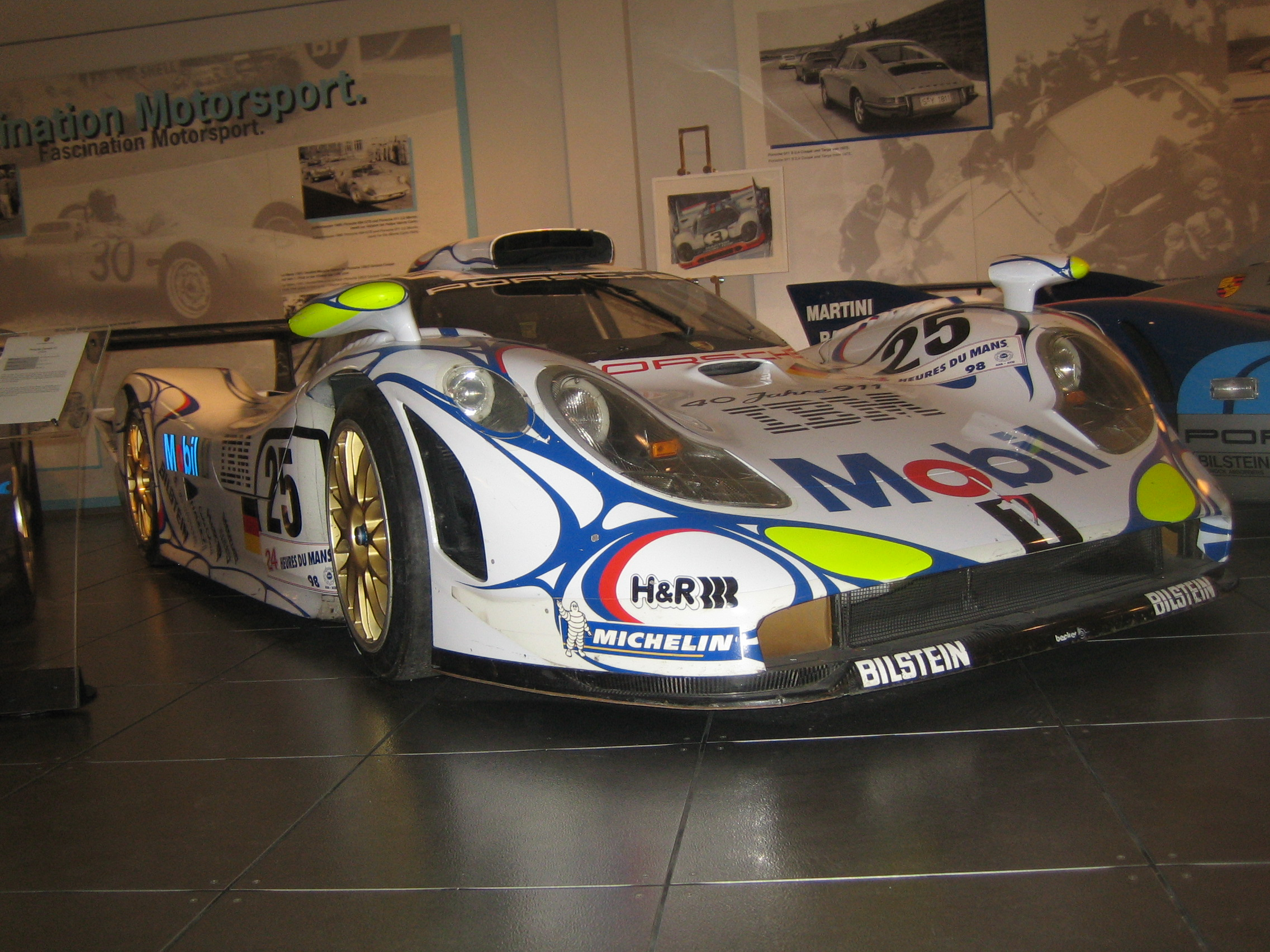
1998: Porsche 911 GT1 ’98
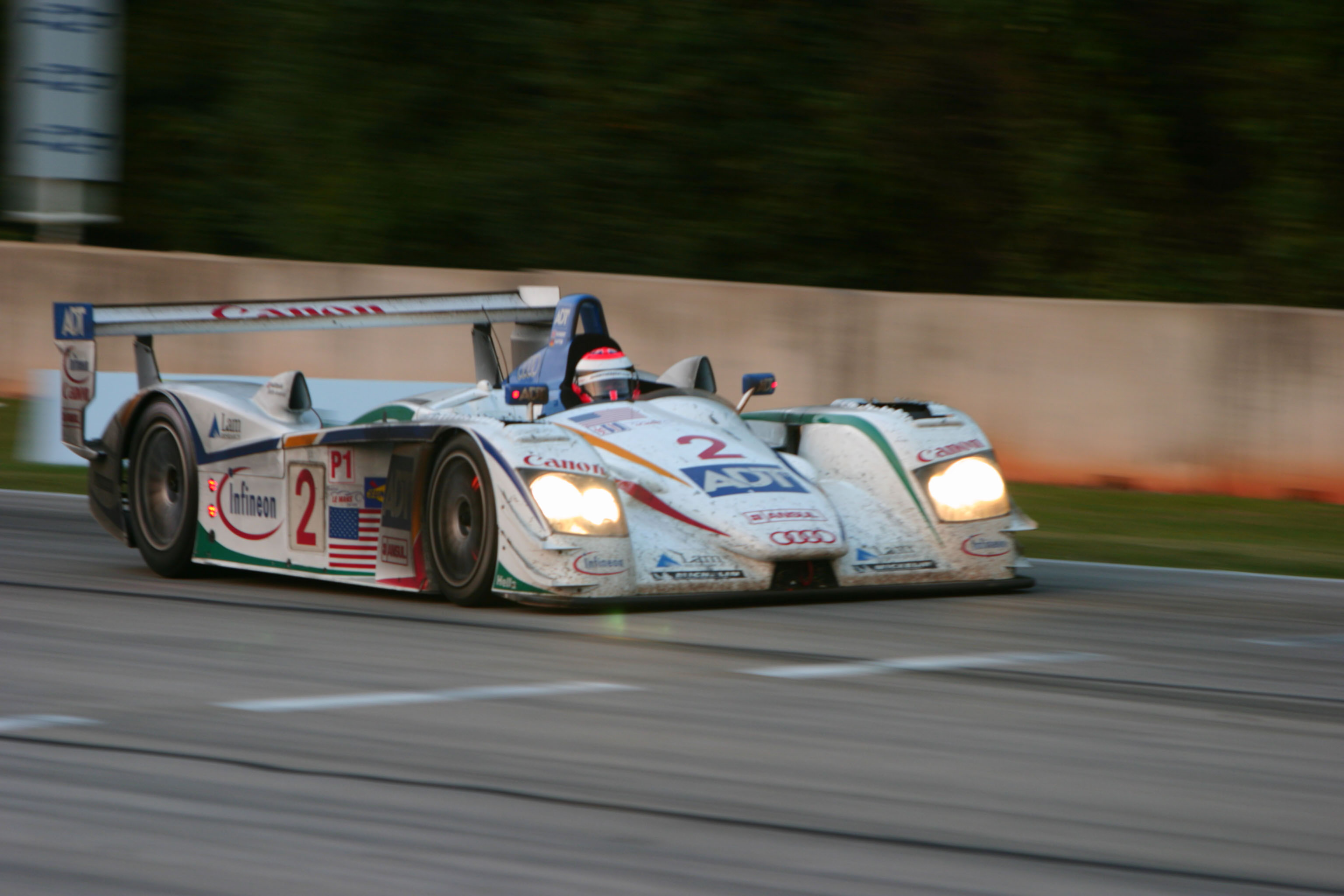
2004: Audi R8 (2004 in Road Atlanta)
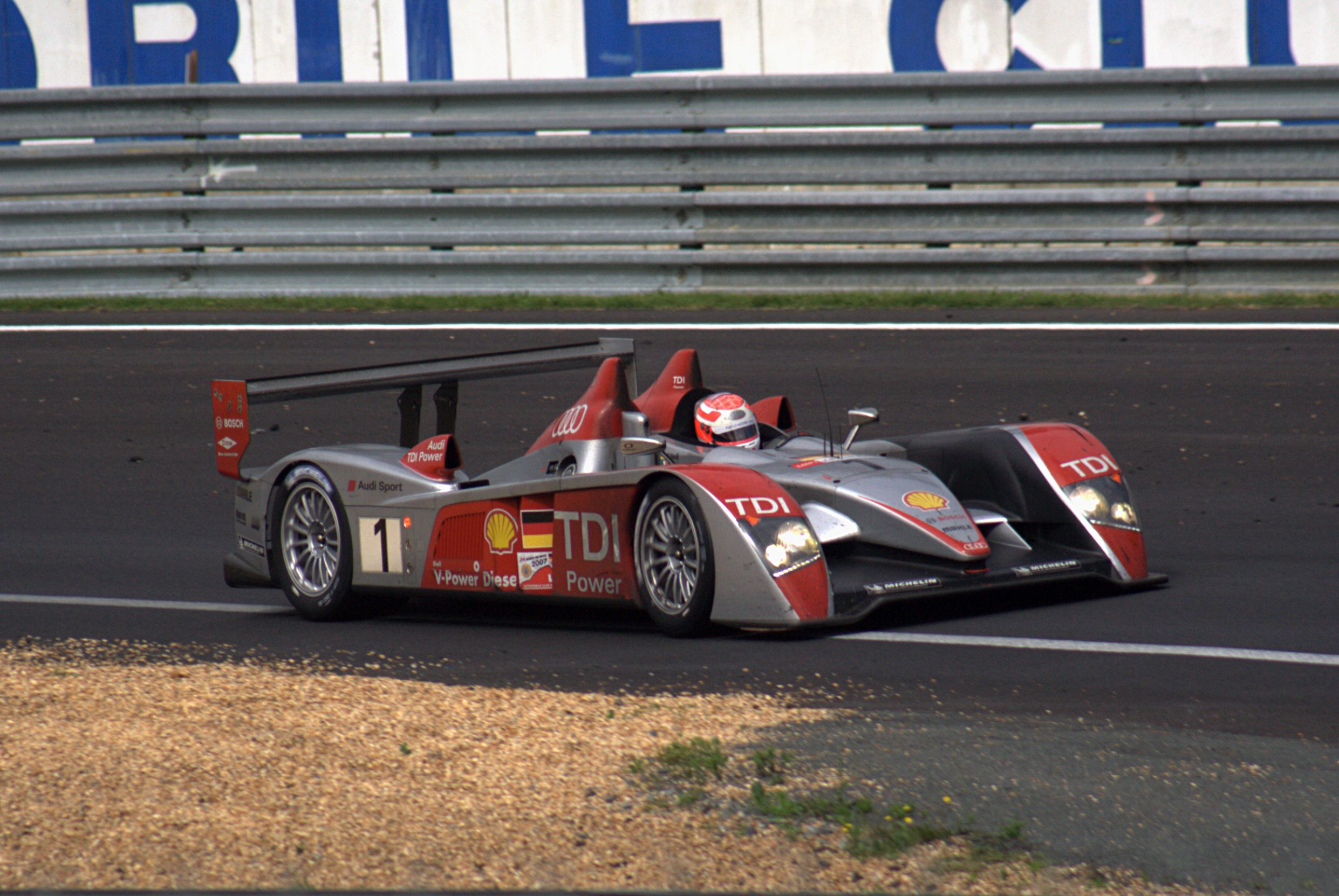
2007: Audi R10 TDI (Gesamtsieger)
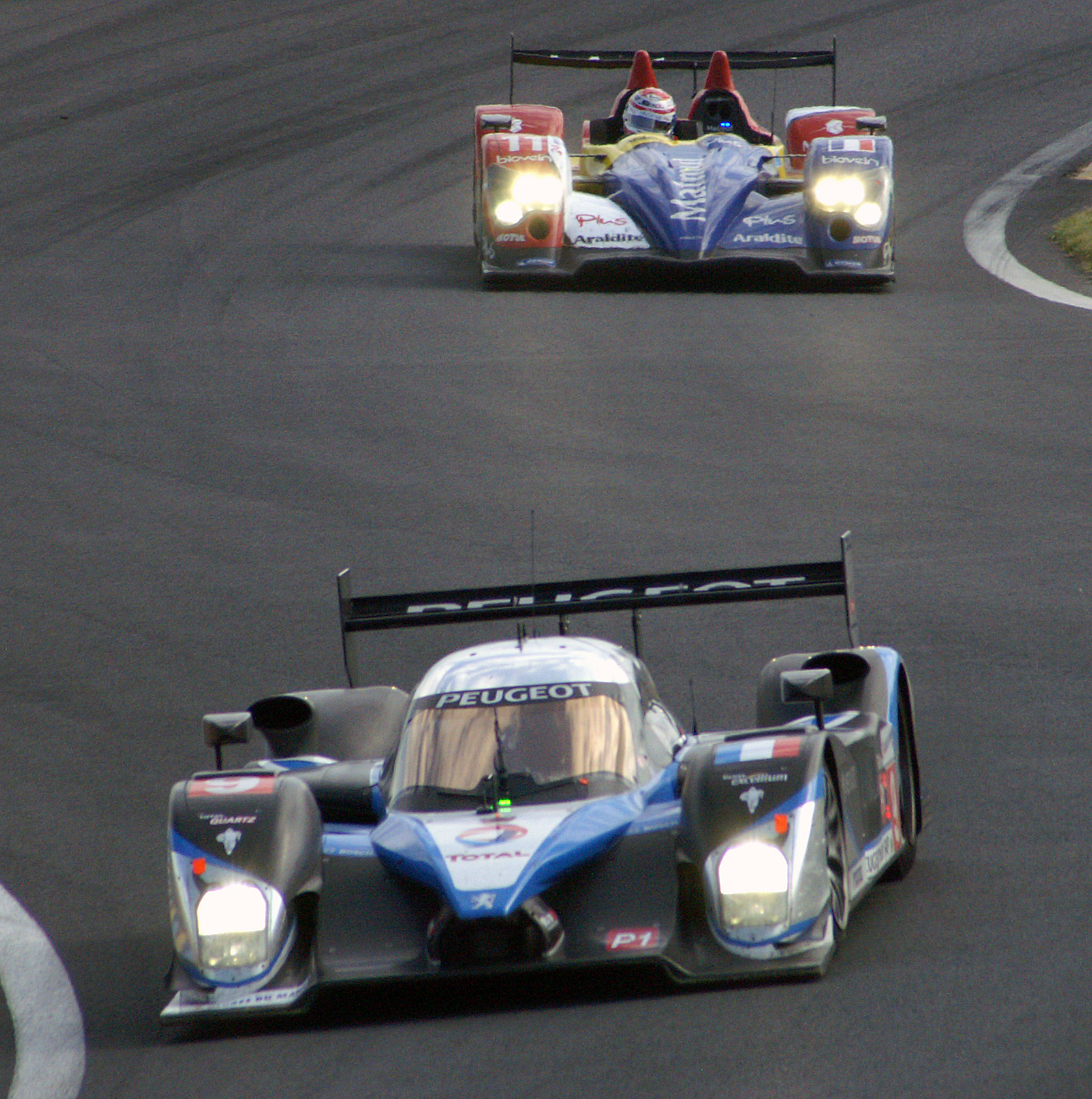
2009: Peugeot 908 HDi FAP (Gesamtsieger) vor ORECA 01
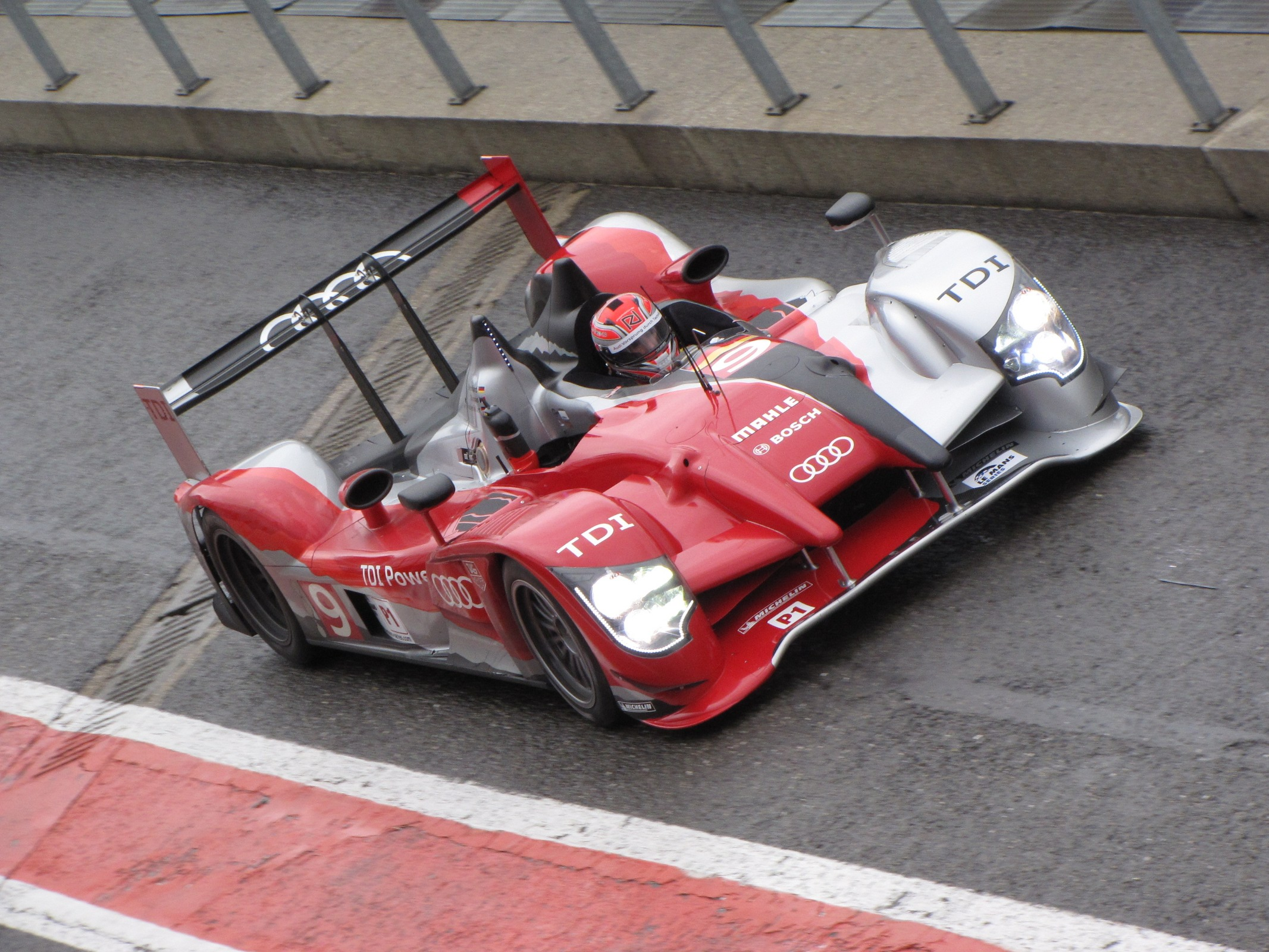
2010: Audi R15 TDI Plus (Gesamtsieger)
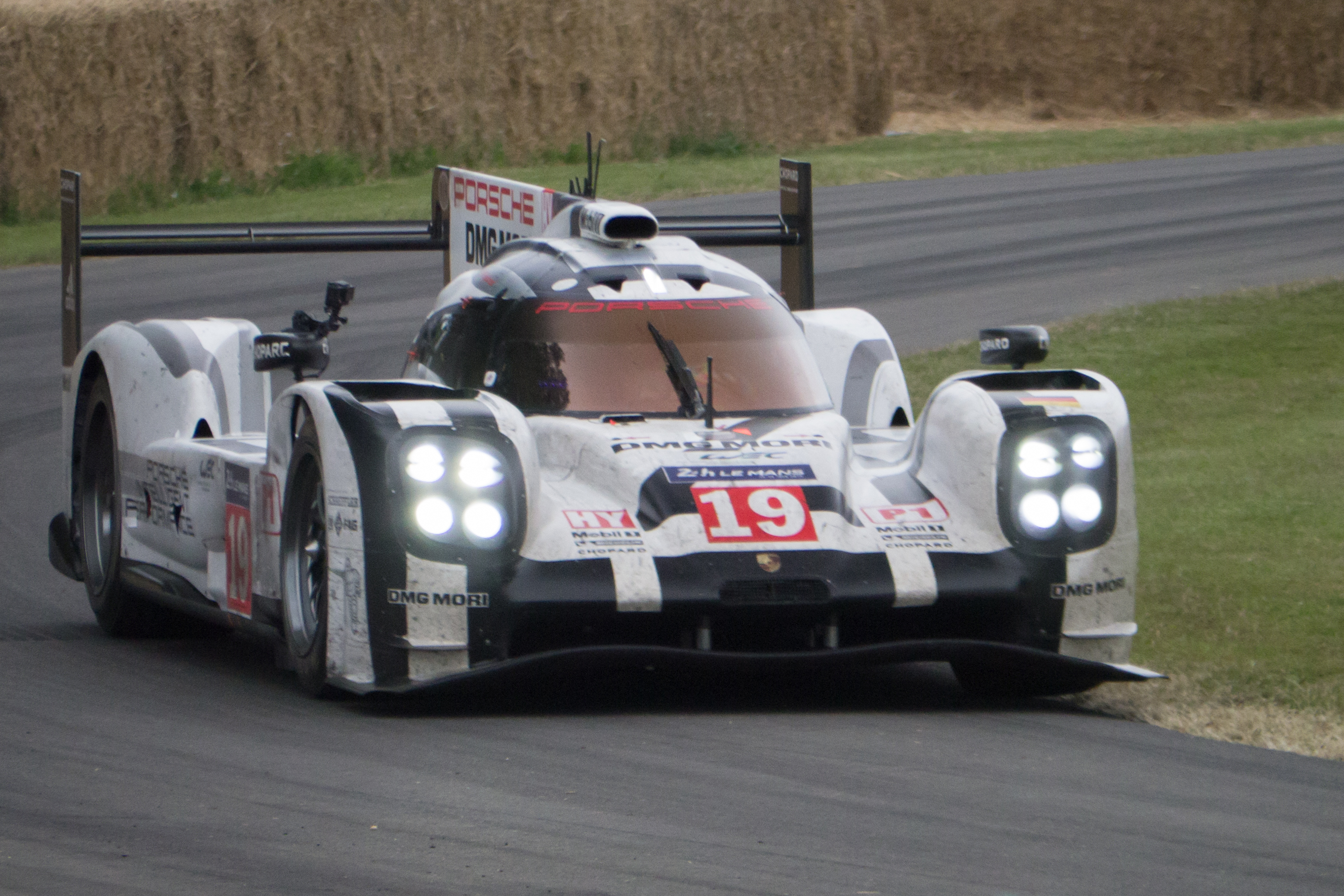
2015: Porsche 919 Hybrid (Gesamtsieger)
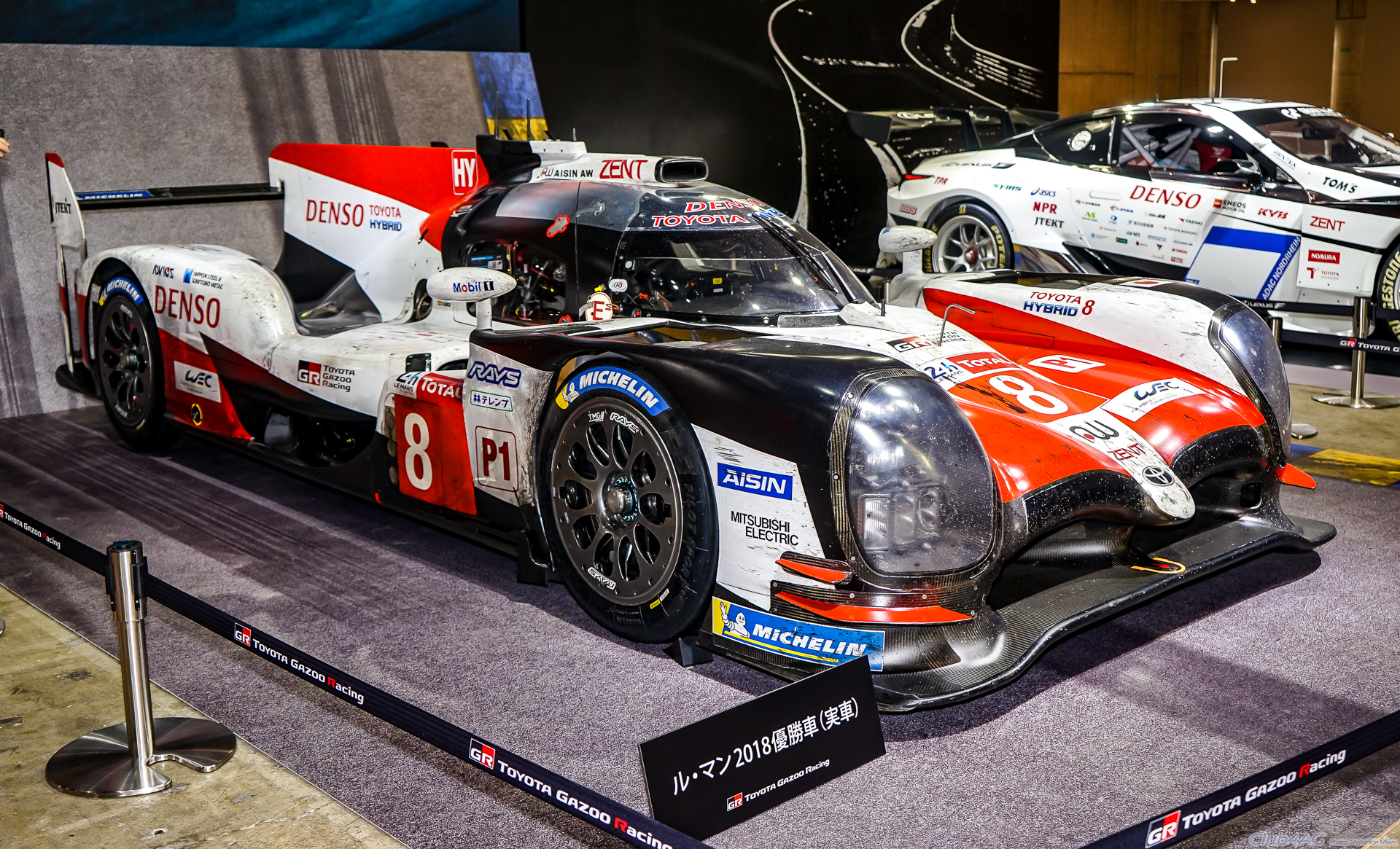
2019:Toyota TS050 Hybrid (Siegerwagen)
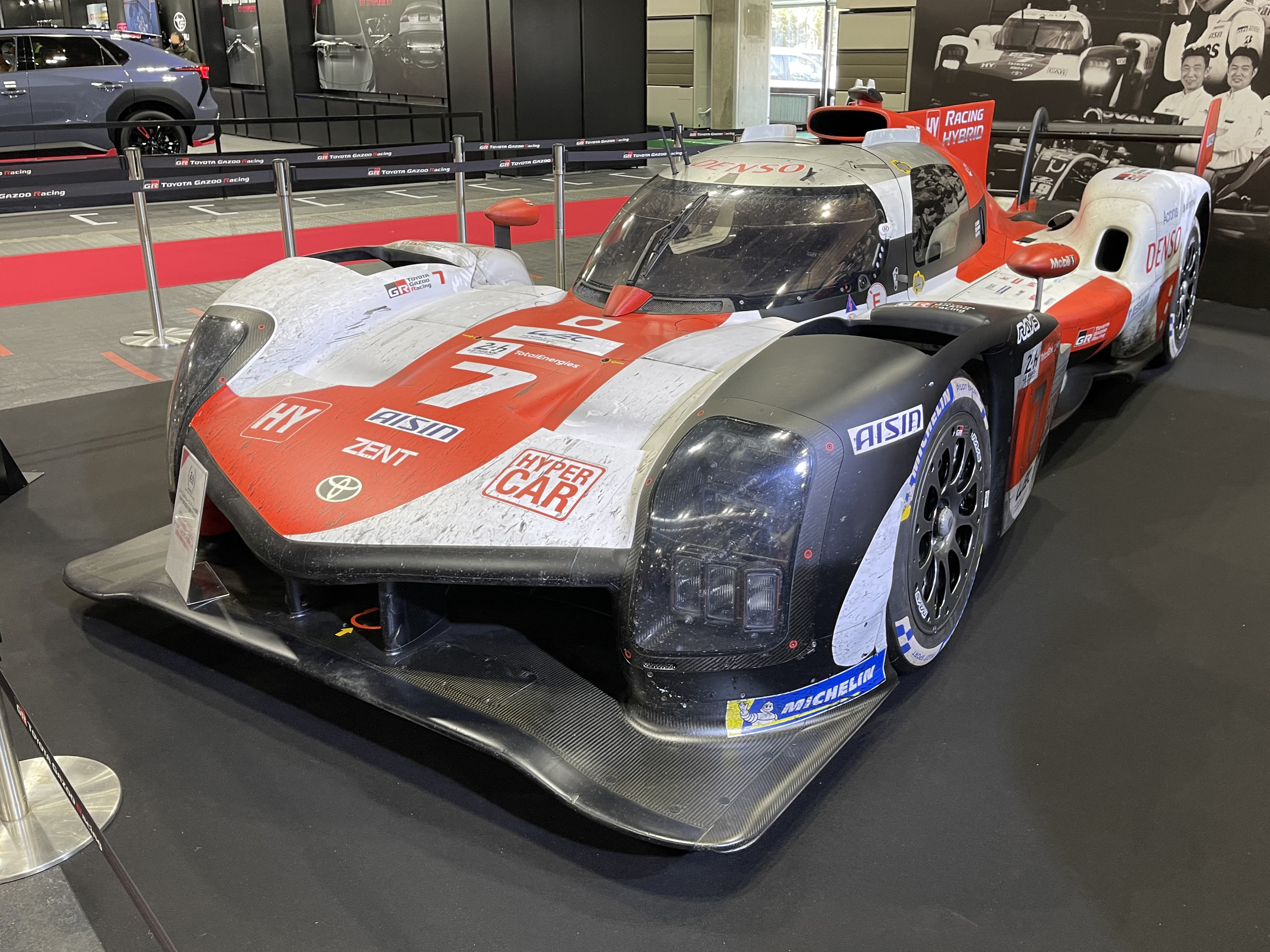
2021:Toyota GR010 Hybrid (Siegerwagen)
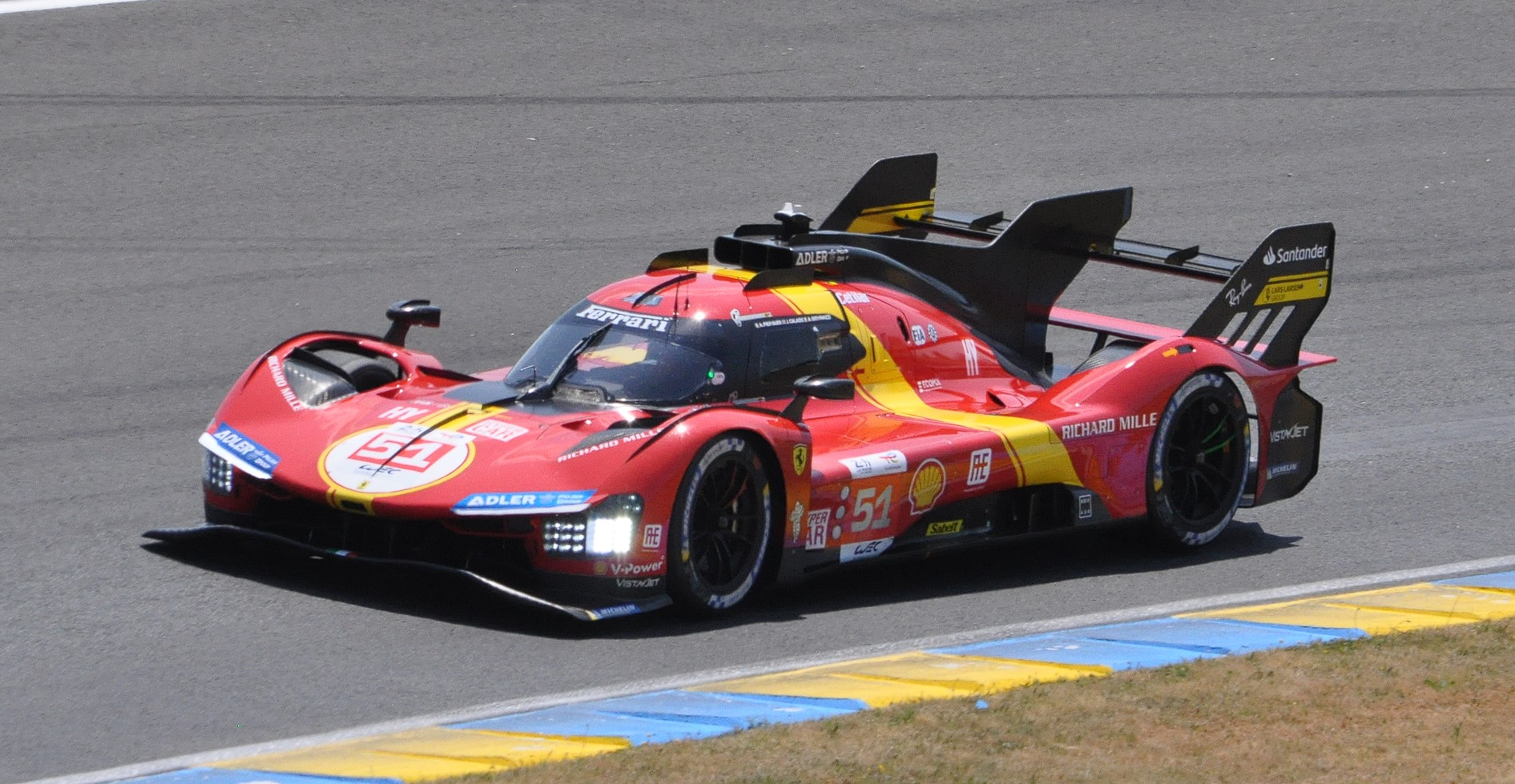
2023: Ferrari 499P (Siegerwagen)

| Jahr | Team                                            | Gesamtsieger                                            | Fahrzeug                                        | Distanz                                         |
| ---- | ----------------------------------------------- | ------------------------------------------------------- | ----------------------------------------------- | ----------------------------------------------- |
| 1923 | Chenard & Walcker SA                            | André Lagache René Léonard                              | Chenard & Walcker Sport                         | 2209,536 km                                     |
| 1924 | Duff & Aldington                                | John Duff Frank Clement                                 | Bentley 3 Litre Sport                           | 2077,340 km                                     |
| 1925 | Lorraine-Dietrich et Cie                        | Gérard de Courcelles André Rossignol                    | Lorraine-Dietrich Sport                         | 2233,982 km                                     |
| 1926 | Lorraine-Dietrich et Cie                        | Robert Bloch André Rossignol                            | Lorraine-Dietrich Sport                         | 2552,414 km                                     |
| 1927 | Bentley Motors Ltd.                             | Dudley Benjafield Sammy Davis                           | Bentley 3 Litre Super Sport                     | 2269,807 km                                     |
| 1928 | Bentley Motors Ltd.                             | Woolf Barnato Bernard Rubin                             | Bentley 4 ½ Litre                               | 2669,272 km                                     |
| 1929 | Bentley Motors Ltd.                             | Woolf Barnato Tim Birkin                                | Bentley Speed Six                               | 2843,830 km                                     |
| 1930 | Bentley Motors Ltd.                             | Woolf Barnato Glen Kidston                              | Bentley Speed Six                               | 2930,663 km                                     |
| 1931 | Lord Howe                                       | Francis Curzon, 5. Earl Howe Tim Birkin                 | Alfa Romeo 8C 2300 LM                           | 3017,654 km                                     |
| 1932 | Raymond Sommer                                  | Raymond Sommer Luigi Chinetti                           | Alfa Romeo 8C 2300 LM                           | 2954,038 km                                     |
| 1933 | Soc. Anon. Alfa Romeo                           | Raymond Sommer Tazio Nuvolari                           | Alfa Romeo 8C 2300 MM                           | 3144,038 km                                     |
| 1934 | Luigi Chinetti                                  | Philippe Étancelin Luigi Chinetti                       | Alfa Romeo 8C 2300                              | 2886,938 km                                     |
| 1935 | Arthur W. Fox & Charles Nichol                  | Johnny Hindmarsh Luis Fontés                            | Lagonda M45R Rapide                             | 3006,797 km                                     |
| 1936 | abgesagt wegen des Generalstreiks in Frankreich | abgesagt wegen des Generalstreiks in Frankreich         | abgesagt wegen des Generalstreiks in Frankreich | abgesagt wegen des Generalstreiks in Frankreich |
| 1937 | Roger Labric                                    | Jean-Pierre Wimille Robert Benoist                      | Bugatti Type 57G Tank                           | 3287,938 km                                     |
| 1938 | Eugène Chaboud et Jean Trémoulet                | Eugène Chaboud Jean Trémoulet                           | Delahaye 135CS                                  | 3180,940 km                                     |
| 1939 | Jean-Pierre Wimille                             | Eugène Chaboud Pierre Veyron                            | Bugatti 57C Tank                                | 3354,760 km                                     |
| 1949 | Lord Selsdon                                    | Lord Selsdon Luigi Chinetti                             | Ferrari 166MM                                   | 3178,299 km                                     |
| 1950 | Louis Rosier                                    | Louis Rosier Jean-Louis Rosier                          | Talbot-Lago T26 GS                              | 3465,120 km                                     |
| 1951 | Peter Walker                                    | Peter Walker Peter Whitehead                            | Jaguar XK 120C                                  | 3611,193 km                                     |
| 1952 | Daimler-Benz A.G.                               | Hermann Lang Fritz Riess                                | Mercedes-Benz 300 SL                            | 3733,800 km                                     |
| 1953 | Jaguar Cars Ltd.                                | Tony Rolt Duncan Hamilton                               | Jaguar C-Type                                   | 4088,064 km                                     |
| 1954 | Scuderia Ferrari                                | José Froilán González Maurice Trintignant               | Ferrari 375 Plus                                | 4061,150 km                                     |
| 1955 | Jaguar Cars Ltd.                                | Mike Hawthorn Ivor Bueb                                 | Jaguar D-Type                                   | 4135,380 km                                     |
| 1956 | Ecurie Ecosse                                   | Ron Flockhart Ninian Sanderson                          | Jaguar D-Type                                   | 4034,929 km                                     |
| 1957 | Ecurie Ecosse                                   | Ron Flockhart Ivor Bueb                                 | Jaguar D-Type                                   | 4397,108 km                                     |
| 1958 | Scuderia Ferrari                                | Olivier Gendebien Phil Hill                             | Ferrari 250TR58                                 | 4101,926 km                                     |
| 1959 | David Brown Racing Dept.                        | Carroll Shelby Roy Salvadori                            | Aston Martin DBR1/300                           | 4347,900 km                                     |
| 1960 | Scuderia Ferrari SpA                            | Olivier Gendebien Paul Frère                            | Ferrari 250TR59/60                              | 4217,500 km                                     |
| 1961 | Scuderia Ferrari                                | Olivier Gendebien Phil Hill                             | Ferrari 250TRI/61                               | 4476,580 km                                     |
| 1962 | SpA Ferrari SEFAC                               | Olivier Gendebien Phil Hill                             | Ferrari 330TRI LM Spyder                        | 4451,255 km                                     |
| 1963 | SpA Ferrari SEFAC                               | Lorenzo Bandini Ludovico Scarfiotti                     | Ferrari 250P                                    | 4561,710 km                                     |
| 1964 | SpA Ferrari SEFAC                               | Jean Guichet Nino Vaccarella                            | Ferrari 275P                                    | 4695,310 km                                     |
| 1965 | North American Racing Team                      | Masten Gregory Jochen Rindt                             | Ferrari 250LM                                   | 4677,110 km                                     |
| 1966 | Shelby-American Inc.                            | Bruce McLaren Chris Amon                                | Ford GT40 Mk.II                                 | 4843,090 km                                     |
| 1967 | Shelby-American Inc.                            | Dan Gurney A. J. Foyt                                   | Ford GT40 Mk.IV                                 | 5232,900 km                                     |
| 1968 | John Wyer Automotive Engineering                | Pedro Rodríguez Lucien Bianchi                          | Ford GT40 Mk.I                                  | 4452,880 km                                     |
| 1969 | John Wyer Automotive Engineering                | Jacky Ickx Jackie Oliver                                | Ford GT40 Mk.I                                  | 4997,880 km                                     |
| 1970 | Porsche KG Salzburg                             | Hans Herrmann Richard Attwood                           | Porsche 917K                                    | 4607,810 km                                     |
| 1971 | Martini Racing Team                             | Helmut Marko Gijs van Lennep                            | Porsche 917K                                    | 5335,313 km                                     |
| 1972 | Equipe Matra-Simca Shell                        | Henri Pescarolo Graham Hill                             | Matra-Simca MS670                               | 4691,343 km                                     |
| 1973 | Equipe Matra-Simca Shell                        | Henri Pescarolo Gérard Larrousse                        | Matra-Simca MS670B                              | 4853,945 km                                     |
| 1974 | Equipe Gitanes                                  | Henri Pescarolo Gérard Larrousse                        | Matra-Simca MS670C                              | 4606,571 km                                     |
| 1975 | Gulf Research Racing                            | Jacky Ickx Derek Bell                                   | Gulf GR8                                        | 4595,577 km                                     |
| 1976 | Martini Racing Porsche System                   | Jacky Ickx Gijs van Lennep                              | Porsche 936                                     | 4769,923 km                                     |
| 1977 | Martini Racing Porsche System                   | Jacky Ickx Hurley Haywood Jürgen Barth                  | Porsche 936/77                                  | 4671,830 km                                     |
| 1978 | Renault Sport                                   | Didier Pironi Jean-Pierre Jaussaud                      | Renault Alpine A442                             | 5044,530 km                                     |
| 1979 | Porsche Kremer Racing                           | Don Whittington Klaus Ludwig Bill Whittington           | Porsche 935K3                                   | 4173,930 km                                     |
| 1980 | LePoint Jean Rondeau                            | Jean Rondeau Jean-Pierre Jaussaud                       | Rondeau M379                                    | 4608,020 km                                     |
| 1981 | Porsche System Engineering                      | Jacky Ickx Derek Bell                                   | Porsche 936                                     | 4825,348 km                                     |
| 1982 | Rothmans Porsche System                         | Jacky Ickx Derek Bell                                   | Porsche 956                                     | 4899,086 km                                     |
| 1983 | Rothmans Porsche                                | Vern Schuppan Hurley Haywood Al Holbert                 | Porsche 956                                     | 5047,934 km                                     |
| 1984 | New-Man Joest Racing                            | Henri Pescarolo Klaus Ludwig                            | Porsche 956B                                    | 4900,276 km                                     |
| 1985 | New-Man Joest Racing                            | Paolo Barilla Klaus Ludwig „John Winter“ (Louis Krages) | Porsche 956B                                    | 5088,507 km                                     |
| 1986 | Rothmans Porsche                                | Derek Bell Hans-Joachim Stuck Al Holbert                | Porsche 962C                                    | 4972,731 km                                     |
| 1987 | Rothmans Porsche AG                             | Derek Bell Hans-Joachim Stuck Al Holbert                | Porsche 962C                                    | 4991,700 km                                     |
| 1988 | Silk Cut Jaguar                                 | Jan Lammers Johnny Dumfries Andy Wallace                | Jaguar XJR-9LM                                  | 5332,970 km                                     |
| 1989 | Team Sauber Mercedes                            | Jochen Mass Manuel Reuter Stanley Dickens               | Sauber C9                                       | 5265,115 km                                     |
| 1990 | Silk Cut Jaguar                                 | John Nielsen Price Cobb Martin Brundle                  | Jaguar XJR-12                                   | 4882,400 km                                     |
| 1991 | Mazdaspeed Co. Ltd.                             | Johnny Herbert Volker Weidler Bertrand Gachot           | Mazda 787B                                      | 4922,810 km                                     |
| 1992 | Peugeot Talbot Sport                            | Yannick Dalmas Derek Warwick Mark Blundell              | Peugeot 905 Evo 1B                              | 4787,200 km                                     |
| 1993 | Peugeot Talbot Sport                            | Éric Hélary Christophe Bouchut Geoff Brabham            | Peugeot 905 Evo 1B                              | 5100,000 km                                     |
| 1994 | Le Mans Porsche Team                            | Yannick Dalmas Hurley Haywood Mauro Baldi               | Dauer 962 LM                                    | 4678,400 km                                     |
| 1995 | Kokusai Kaihatsu Racing                         | Yannick Dalmas Masanori Sekiya JJ Lehto                 | McLaren F1 GTR                                  | 4055,800 km                                     |
| 1996 | Joest Racing                                    | Alexander Wurz Manuel Reuter Davy Jones                 | TWR-Porsche WSC-95                              | 4814,400 km                                     |
| 1997 | Joest Racing                                    | Tom Kristensen Michele Alboreto Stefan Johansson        | TWR-Porsche WSC-95                              | 4909,600 km                                     |
| 1998 | Porsche AG                                      | Laurent Aïello Allan McNish Stéphane Ortelli            | Porsche 911 GT1                                 | 4773,184 km                                     |
| 1999 | Team BMW Motorsport                             | Yannick Dalmas Joachim Winkelhock Pierluigi Martini     | BMW V12 LMR                                     | 4967,991 km                                     |
| 2000 | Audi Sport Team Joest                           | Tom Kristensen Frank Biela Emanuele Pirro               | Audi R8                                         | 5007,988 km                                     |
| 2001 | Audi Sport Team Joest                           | Tom Kristensen Frank Biela Emanuele Pirro               | Audi R8                                         | 4367,205 km                                     |
| 2002 | Audi Sport Team Joest                           | Tom Kristensen Frank Biela Emanuele Pirro               | Audi R8                                         | 5118,750 km                                     |
| 2003 | Team Bentley                                    | Tom Kristensen Guy Smith Rinaldo Capello                | Bentley Speed 8                                 | 5146,050 km                                     |
| 2004 | Audi Sport Japan Team Goh                       | Tom Kristensen Seiji Ara Rinaldo Capello                | Audi R8                                         | 5169,970 km                                     |
| 2005 | ADT Champion Racing                             | Tom Kristensen Marco Werner JJ Lehto                    | Audi R8                                         | 5050,500 km                                     |
| 2006 | Audi Sport Team Joest                           | Marco Werner Frank Biela Emanuele Pirro                 | Audi R10 TDI                                    | 5197,000 km                                     |
| 2007 | Audi Sport North America                        | Marco Werner Frank Biela Emanuele Pirro                 | Audi R10 TDI                                    | 5029,101 km                                     |
| 2008 | Audi Sport North America                        | Tom Kristensen Allan McNish Rinaldo Capello             | Audi R10 TDI                                    | 5192,650 km                                     |
| 2009 | Peugeot Sport Total                             | Alexander Wurz Marc Gené David Brabham                  | Peugeot 908 HDi FAP                             | 5206,280 km                                     |
| 2010 | Audi Sport North America                        | Mike Rockenfeller Romain Dumas Timo Bernhard            | Audi R15 TDI Plus                               | 5410,713 km                                     |
| 2011 | Audi Sport Team Joest                           | André Lotterer Benoît Tréluyer Marcel Fässler           | Audi R18                                        | 4838,295 km                                     |
| 2012 | Audi Sport Team Joest                           | André Lotterer Benoît Tréluyer Marcel Fässler           | Audi R18 e-tron quattro                         | 5151,800 km                                     |
| 2013 | Audi Sport Team Joest                           | Tom Kristensen Allan McNish Loïc Duval                  | Audi R18 e-tron quattro                         | 4742,892 km                                     |
| 2014 | Audi Sport Team Joest                           | André Lotterer Benoît Tréluyer Marcel Fässler           | Audi R18 e-tron quattro                         | 5165,391 km                                     |
| 2015 | Team Porsche                                    | Nico Hülkenberg Nick Tandy Earl Bamber                  | Porsche 919 Hybrid                              | 5382,820 km                                     |
| 2016 | Team Porsche                                    | Neel Jani Romain Dumas Marc Lieb                        | Porsche 919 Hybrid                              | 5233,536 km                                     |
| 2017 | Team Porsche                                    | Brendon Hartley Earl Bamber Timo Bernhard               | Porsche 919 Hybrid                              | 5001,990 km                                     |
| 2018 | Toyota Gazoo Racing                             | Fernando Alonso Sébastien Buemi Kazuki Nakajima         | Toyota TS050 Hybrid                             | 5288,052 km                                     |
| 2019 | Toyota Gazoo Racing                             | Fernando Alonso Sébastien Buemi Kazuki Nakajima         | Toyota TS050 Hybrid                             | 5246,010 km                                     |
| 2020 | Toyota Gazoo Racing                             | Brendon Hartley Sébastien Buemi Kazuki Nakajima         | Toyota TS050 Hybrid                             | 5273,260 km                                     |
| 2021 | Toyota Gazoo Racing                             | Mike Conway José María López Kamui Kobayashi            | Toyota GR010 Hybrid                             | 5054,250 km                                     |
| 2022 | Toyota Gazoo Racing                             | Brendon Hartley Sébastien Buemi Ryō Hirakawa            | Toyota GR010 Hybrid                             | 5177,880 km                                     |
| 2023 | Ferrari - AF Corse                              | Alessandro Pier Guidi James Calado Antonio Giovinazzi   | Ferrari 499P                                    | 4660,092 km                                     |
| 2024 | Ferrari - AF Corse                              | Antonio Fuoco Miguel Molina Nicklas Nielsen             | Ferrari 499P                                    | 4237,686 km                                     |
| 2025 | AF Corse                                        | Philip Hanson Robert Kubica Yifei Ye                    | Ferrari 499P                                    | 5273,26 km                                      |

### Liste der Le-Mans-Rennserien
- FIA-Langstrecken-Weltmeisterschaft (WEC) seit 2012
- Intercontinental Le Mans Cup (ILMC) von 2010 bis 2011
- American Le Mans Series (ALMS) von 1999 bis 2013
- European Le Mans Series (ELMS) seit 2004
- Japan Le Mans Challenge von 2006 bis 2007
- Asian Le Mans Series (ASLMS) seit 2009
- IMSA WeatherTech SportsCar Championship (USCC) seit 2014